# نمر الثلوج
نَمِرُ الثُّلُوجِ (الاسم العلمي: Panthera uncia) هو نوعٌ ضخمٌ من السنوريَّات يستوطنُ السلاسل الجبليَّة المُمتدَّة عبر آسيا الوُسطى والجنوبيَّة. تُصنَّفُ هذه الحيوانات من قِبل الاتحاد العالمي للحفاظ على الطبيعة على أنَّها مُهدَّدةٌ بالانقراض بدرجةٍ وُسطى، بعد أن أظهرت بعضُ الأبحاث التي أُجريت سنة 2003م أنَّ عدد الجُمهرة العالميَّة يتراوح بين 4,080 و6,590 سنوّرٍ بالغ، منها أقل من 2,500 فرد قادرٌ على التكاثر والإنجاب في البريَّة.
تقطُنُ نُمورُ الثُلوج المناطق الجبليَّة وشبه الجبليَّة على ارتفاعاتٍ تتراوح بين 3,000 و 4,500 (بين 9,800 و14,800 قدم)، وفي موطنها الشماليّ يُمكنُ العُثور عليها على ارتفاعاتٍ أكثر انخفاضًا. وفي المناطق حيثُ تقطن الارتفاعات الشاهقة، تنحدرُ إلى الأماكن المُنخفضة التي تتوفَّر الفرائس فيها، وتشمل هذه أنواع الماعز الجبلي كالمارخور، والطُهر، والقوَّاعات، والغزلان، والأيائل، وطُيورُ التًدْرُج، والمواشي المُستأنسة كالماعز، والقُطاس، والبغال، والحُمر. وعلى نقيضِ أفرادِ فصيلتها التي تعيشُ في المناطق الاستوائيَّة، فإنَّ توالُد هذه النُمور يتمُّ في أوقاتٍ مُعيَّنةٍ من السنة، إذ تلدُ الأُنثى في شهر نيسان (أبريل) من صغيرين إلى أربعةٍ بعد حملٍ يستمرُّ ثلاثةً وتسعين يومًا كما هي الحالُ في النمر.
أُطلق على هذه النُمور تسمية «Uncia uncia» العلميَّة مُنذ عقد الثلاثينيَّات من القرن العشرين، فكانت وفق هذا المُمثلة الوحيدة لِجنسها. وفي سنة 2008م اقترح بعضُ العُلماء نقلها إلى جنس النُمور (باللاتينية: Panthera) بناءً على دراساتٍ مورثيَّة تنميطيَّة اقترحت توحُدها مع سائر أعضاء الجنس سالف الذِكر. كذلك، حدَّد العُلماء نويعتين منها، لكنَّ أيُّ اختلافاتٍ مورثيَّة بينها لم تؤكَّد بعد. تتخذُ كُلًا من أفغانستان وپاكستان نمر الثُلوجِ حيوانًا وطنيًا.

## التسمية
التسمية العربيَّة لِهذه الحيوانات، أي «نَمْرُ الثُّلُوجِ» هي تعريبٌ لِعددٍ من أسمائها الأوروپيَّة، وفي مُقدمتها الإنگليزي: «Snow leopard» والفرنسي: «Panthère des neiges» أو «Léopard des neiges». أمَّا اسمُ جنسها اللاتينيّ، أي «Uncia» والإنگليزي الآخر «ounce»، فهي مُشتقة من الفرنسيَّة القديمة «once»، وهي التي كانت تُطلق غالبًا على الوشق الأوراسي. ويُعتقدُ أنَّ كلمة «Once» ذاتها قد اشتُقَّت عبر القياس الخاطئ من كلمةٍ أقدم هي «lonce»، وأنَّ حرف «l» في أوَّلها إنَّما هو اختصارٌ لِعبارة «la» التي تُقابلها أل التعريف بالعربيَّة، فتكون بالتالي تسمية «once» النكرة. وقد استُخدمت هذه التسمية، كما الإنگليزيَّة الأُخرى لِوصف أنواعٌ أُخرى من السنوريَّات تقربُ الوشق في حجمها.
يُعرفُ نمر الثُلوج بأسماء مُتعددة في البُلدان التي يقطُنها، فهو يُسمّى «واورين پړانګ» بالپښتويَّة، وبرفانی چیتا بالأُردويَّة، و«شان» باللاداخيَّة، و«إرڤس» بالمغوليَّة (بالمغوليَّة: ирвэс)، و«بارس» أو «باريس» بالقازاقيَّة (بالقازاقيَّة: барыс)، و«إلبرِس» بالقيرغيزيَّة (بالقيرغيزيَّة: Илбирс)، و«هم تندوا» بالسنسكريتيَّة والهنديَّة (بالسنسكريتيَّة والهنديَّة: हिम तेन्दुआ). كذلك، يُشتقُ الاسم الرُوسي «إلبرز» (الروسية: Ирбис) من المغوليَّة وقريباتها من اللُغات التُركيَّة، على أنَّ اسمًا آخر يُستعمل في الروسيَّة أيضًا مُنذُ القرنين الثامن عشر والتاسع عشر الميلاديين، وهو يعني حرفيًا «نمر الثُلوج» (الروسية: снежный барс)، تيمُنًا بباقي التسميات الأوروپيَّة. يُفترض بأن اسم جنس النُمور الذي اقتُرح أن تُضمُّ إليه هذه الحيوانات يُشتق من اليونانيَّة «پان - παν» (بمعنى جميع) و«ثير - θήρ» (بمعنى وحش)، إلا أن هذا قد لا يكون سوى اعتقاد سائد لدى العامّة وليس له أي برهان قاطع. والاحتمال الأقوى لأصل كلمة «Panthera» هو أنها ذات جذور شرق آسيوية، بمعنى «الحيوان المصفر» أو «الضارب إلى الصفار».

## التصنيف

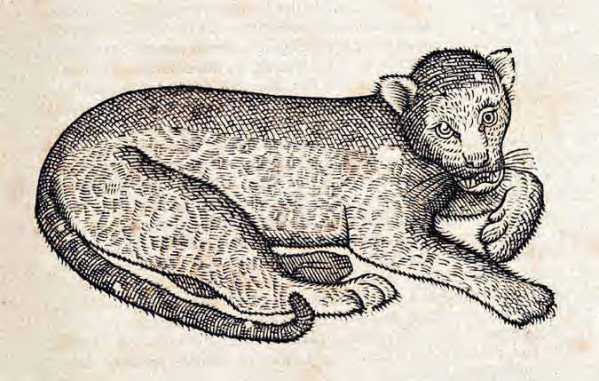
رسم نمر الثُلوج الذي اعتمد عليه يوهان شربر لِوصف الكائن بصورةٍ علميَّة لِأوَّل مرَّة.

وُصف نمر الثُلوج بطريقةٍ علميَّةٍ لِأوَّل مرَّة سنة 1775م من قِبل عالم الطبيعة الألماني يوهان شربر بناءً على رسمٍ استحوذ عليه عوض عينةٍ حيَّة أو نافقة، وأطلق عليه التسمية العلميَّة «Felis uncia»، وافترض أنَّهُ يستوطن الساحل البربري وفارس والهند الشرقيَّة والصين وأنَّهُ يُستأنس ويُستخدم في الصيد. وفي سنة 1854م، اقترح عالم الحيوان البريطاني جون إدوارد اگراي اسم الجنس «Uncia» لتُصبح «Uncia irbis» هي التسمية العلميَّة المُعتمدة لِهذه الحيوانات. وقد أيَّد پوكوك هذا التصنيف لكنَّهُ غيَّر التسمية لِتُصبح «Uncia uncia»، كما وصف الخصائص التشكُّليَّة المُختلفة بين جميع أنواع السنوريَّات المُنتمية لِجنس النمر. وكان العالم البريطاني طوماس هورسفيلد قد اقترح سنة 1855م جعل التسمية «Felis uncioides». اقترح عددٌ من العُلماء مُنذ سنة 2008م إدراج نمر الثُلوج ضمن جنس النُمور (باللاتينية: Panthera)، بناءً على دراساتٍ مورثيَّة تنميطيَّة أفادت بصحَّة هذا، ورفض آخرون تلك النتيجة وقالوا بوجوب بقاء التصنيف كما هو. يُعتبرُ الببر أقرب الأنواع إلى نمر الثُلوج على الرُغم من تسميته المألوفة والرائجة بين العامَّة، أي «نمر»، التي تُفيد للوهلة الأولى بأنَّ النمر هو أقرب أقاربه.
جُمعت أغلب المعلومات التصنيفيَّة المُتوافرة حول نُمور الثُلوج طيلة قرنين من الزمن، ويرجع الفضل في تجميعها إلى عددٍ من العُلماء الأحيائيين البارزين، مثل: پيتر سيمون پالاس ونيقولاي پرزوالسكي. وفي أوائل القرن العشرين ساهم عددٌ من العُلماء الروس في تصحيح وتوضيح المزيد من المعلومات المُتعلِّقة بهذه الحيوانات، ومن هؤلاء: أركادي طوگارينوڤ وسيرگي أوگنيو. وفي سنة 1972م ساهم عُلماءٌ روس آخرون بتحديث المزيد من المعلومات عن نُمور الثُلوج، وفي مُقدمتهم ڤاسيلي گاپتنر، وأ.أ سُلودسكي، وم. ن. سميرنوڤا، وغيرهم.

## النُشوء والتطوُّر

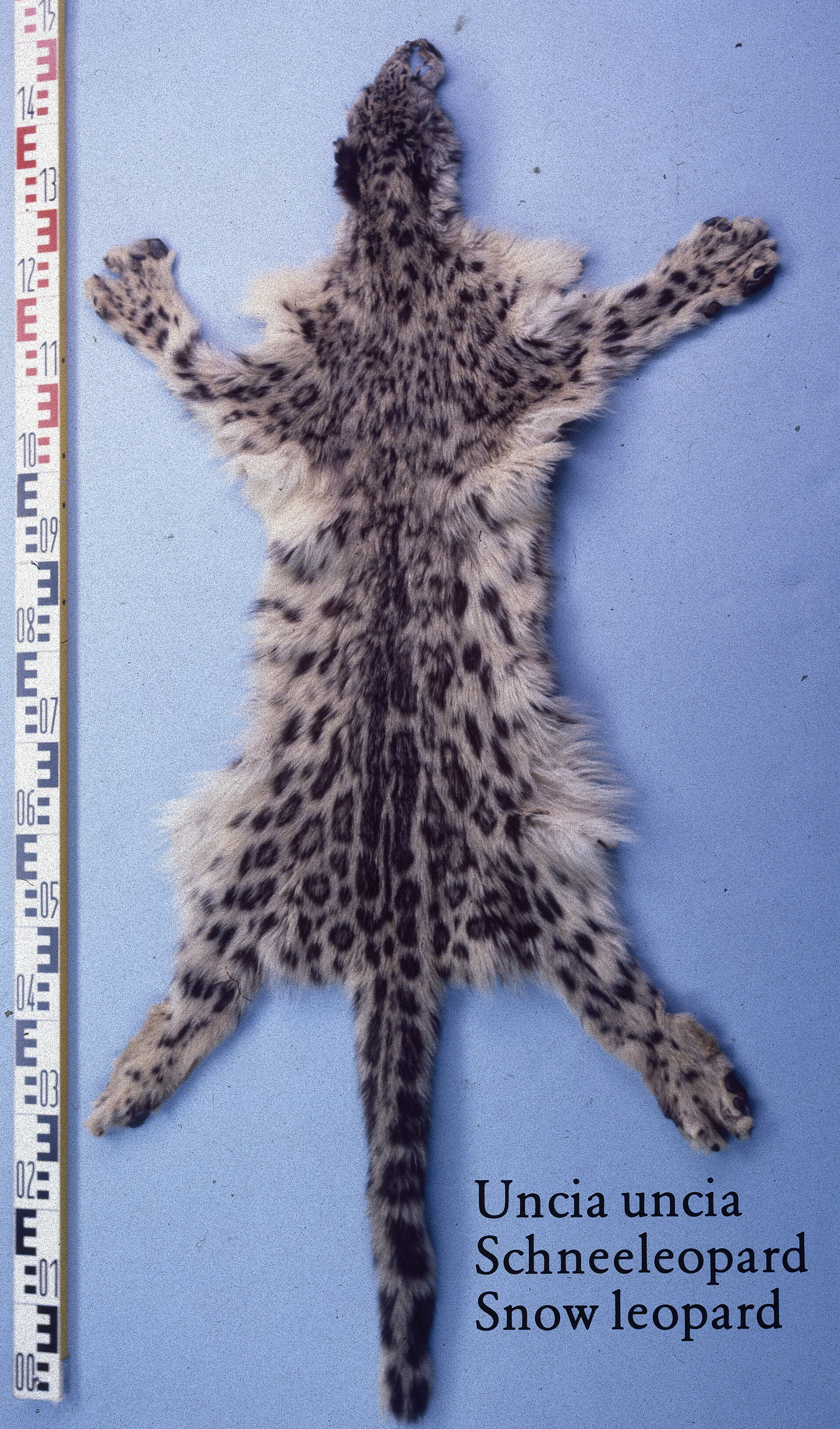
جلد نمر الثُلوج.

اعتُقد سابقًا أنَّ نُمور الثُلوج انشقَّت عن سائر أفراد جنس النُمور لتُصبح نوعًا مُنفردًا أواخر العصر الحديث الأقرب (الپليستوسيني)، بعد أن اكتُشفت مُستحثاتِ تعود إليها وإلى تلك الحقبة بجبال ألطاي في المنطقة المُتاخمة لِمنغوليا. غير أنَّ اكتشاف مُستحثاتٍ أُخرى أقدم عهدًا في پاكستان، ترجعُ لِما بين 1,2 إلى 1,4 ملايين سنة تقريبًا أظهر بأنَّها أقدم نُشوءًا وأوسع انتشارًا بكثير عمَّا كان يُظنُّ سابقًا. تحتلُّ نُمور الثُلوج مكانًا وسطيًا بين السنوريَّات النمريَّة (السنوريَّات الكُبرى) (باللاتينية: Panthera) وتلك القُططيَّة (الصغرى) (باللاتينية: Felis)، من حيثُ التصنيف الجنسي، غير أنَّها تُضمُّ إلى مجموعة السنوريَّات الكُبرى كونها قادرة على الزئير، وهي السمة المُميَّزة لِتلك المجموعة. تُعدُّ نُمور الثُلوج المُمثلة الوحيدة لِجنسها «Uncia» بحال اعتُمد ضمن اسمها العلميّ، وإلَّا فهي إحدى أفراد جنس النُمور. أبرز ما يُميَّزُ نُمور الثُلوج عن أفراد جنس النمر (الببر والنمر والأسد واليغور) بُنية جُمجُمتها، فهي تجمع بين الخصائص الخُلقيَّة للسنوريَّات الصغيرة والكبيرة، فعلى سبيل المِثال تتشابه بُنية تجويف الجُمجُمة الذي يحوي الدماغ مع بُنية جماجم أكبر أنواع السنوريَّات القُططيَّة، في حين أنَّ عظمها اللامي نمريٌّ نمطيّ.
اعتُقد طويلًا أنَّ نُمور الثُلوج أقرب صلةً بالنُمور من باقي السنوريَّات، غير أنَّ الدراسات والأبحاث المورثيَّة الحديثة أظهرت أنَّ أقرب أقاربها هي البُبُور، وكانت تلك إحدى الحُجج التي لجأ إليها البعض لِتبرير نقل هذه الحيوانات إلى جنس النمر. على الرُغم من أنَّ الوضع التصنيفي لِنُمور الثُلوج ما زال غير مؤكَّد تمامًا حتَّى اليوم، إلَّا أنهُ يُمكن القول بأنَّ غالبيَّة العُلماء ما زالت تؤيِّد بقاؤه ضمن جنسٍ مُنفردٍ خاصٍ به.

### النُويعات
ما يزالُ موضوع وجود نُويعاتٍ من نُمور الثُلوج موضع جدلٍ بين العُلماء، فعلى الرُغم من الدراسات المُكثَّفة التي أُجريت في هذا المجال، ما زال أغلب الباحثين يرفض الاعتراف بأي نويعةٍ مُستقلَّةٍ لِعدم وُجود فوارق شكليَّة أو جُثمانيَّة واضحة بين الجُمهرات التي تقطن مناطق مُختلفة من آسيا الوُسطى. اقترح مؤلفو كتاب «دليل ثدييَّات العالم» نويعيتين لِنُمور الثُلوج، هي: النُويعة الوشقيَّة (U. u. uncia)، التي توجد في منغوليا وروسيا ومناطق شمال غرب آسيا الوُسطى، والنُويعة U. u. uncioides قاطنة غرب الصين والهيمالايا، وأشار آخرون إلى نويعةٍ ثالثة هي النُويعة البايكاليَّة (U. u. baikalensis-romanii) قاطنة المنطقة الجنوبيَّة من ما وراء البايكال. لكنَّ أغلب المُجتمع العلمي يصف تلك النُويعات على أنها باطلة ولاغية.

## الوصف

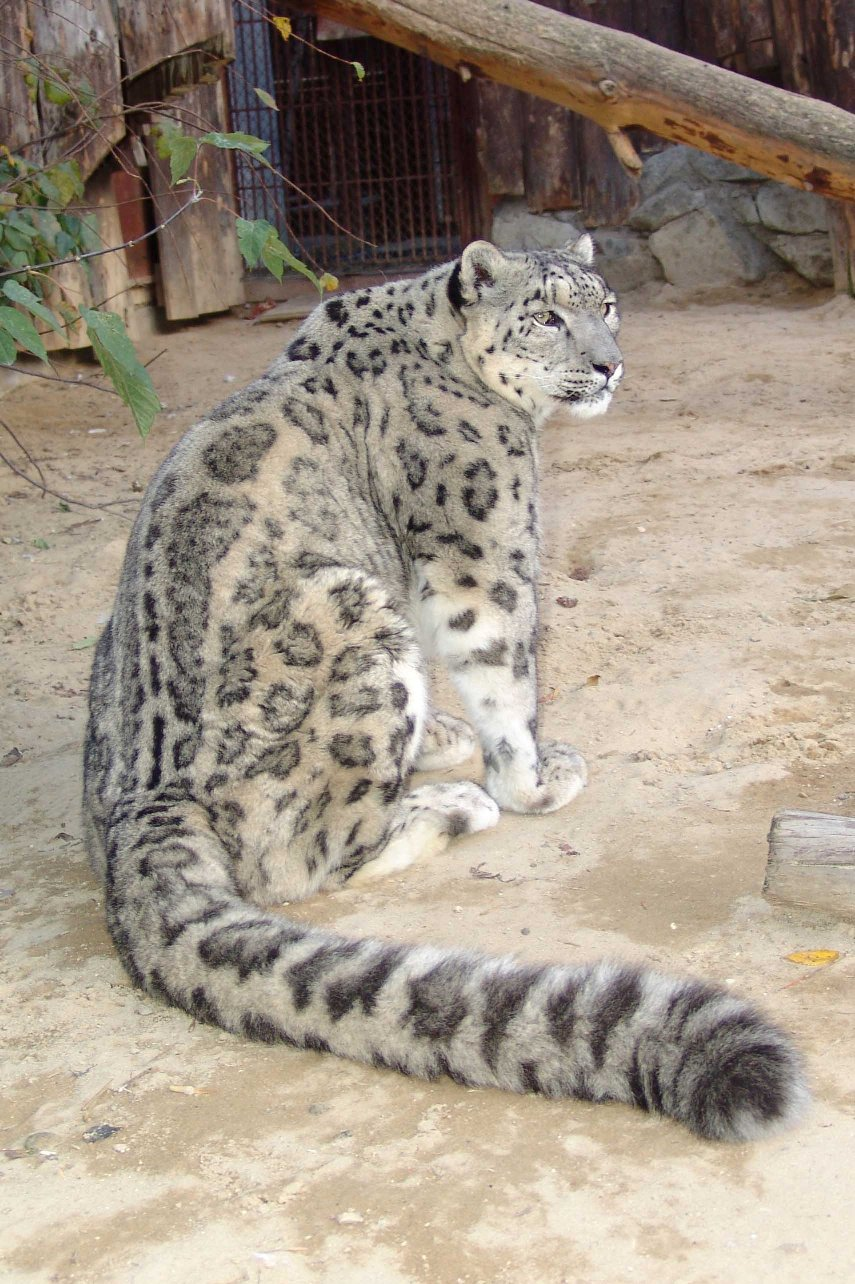
لقطة خلفيَّة لِنمرٍ ثلجيّ. لاحظ ورديَّاته الكبيرة غير المُغلقة وذيله الثخين الكث.

نُمورُ الثُلوج أقلُّ قدًا بقليل من سائر السنوريَّات الكُبرى، لكنَّها تظل تُظهرُ تبايُنًا بالأحجام مثلها، فعادةً ما تتراوح زنتُها بين 27 و55 كيلوگرامًا (بين 60 و121 رطلًا)، ويُمكنُ للذُكور الضخمة أن تصل إلى وزن 75 كيلوگرامًا، كما يُمكنُ للإناث الصغيرة أن يقل وزنها عن 25 كيلوگرام (55 رطلًا). جسدُها قصيرٌ نسبيًا، يتراوح طولهُ من الرأس إلى طرف الذيل ما بين 75 إلى 130 سنتيمترًا (بين 30 إلى 50 إنش). غير أنَّ ذيلها طويلٌ جدًا، ويتراوح طوله بين 80 إلى 100 سنتيمتر (بين 31 إلى 39 إنشًا)، ليكون بهذا ثاني أطول ذيلٍ لِعُضوٍ في فصيلة السنوريَّات، بعد السنَّور المُعرَّق. قوائمُها قصيرة، وجسمُها مُكتنز، ويصلُ ارتفاعُها عند الكتفين إلى حوالي 60 سنتيمترًا (24 إنشًا). والذُكور أعظم قدًا من الإناث بقليل.

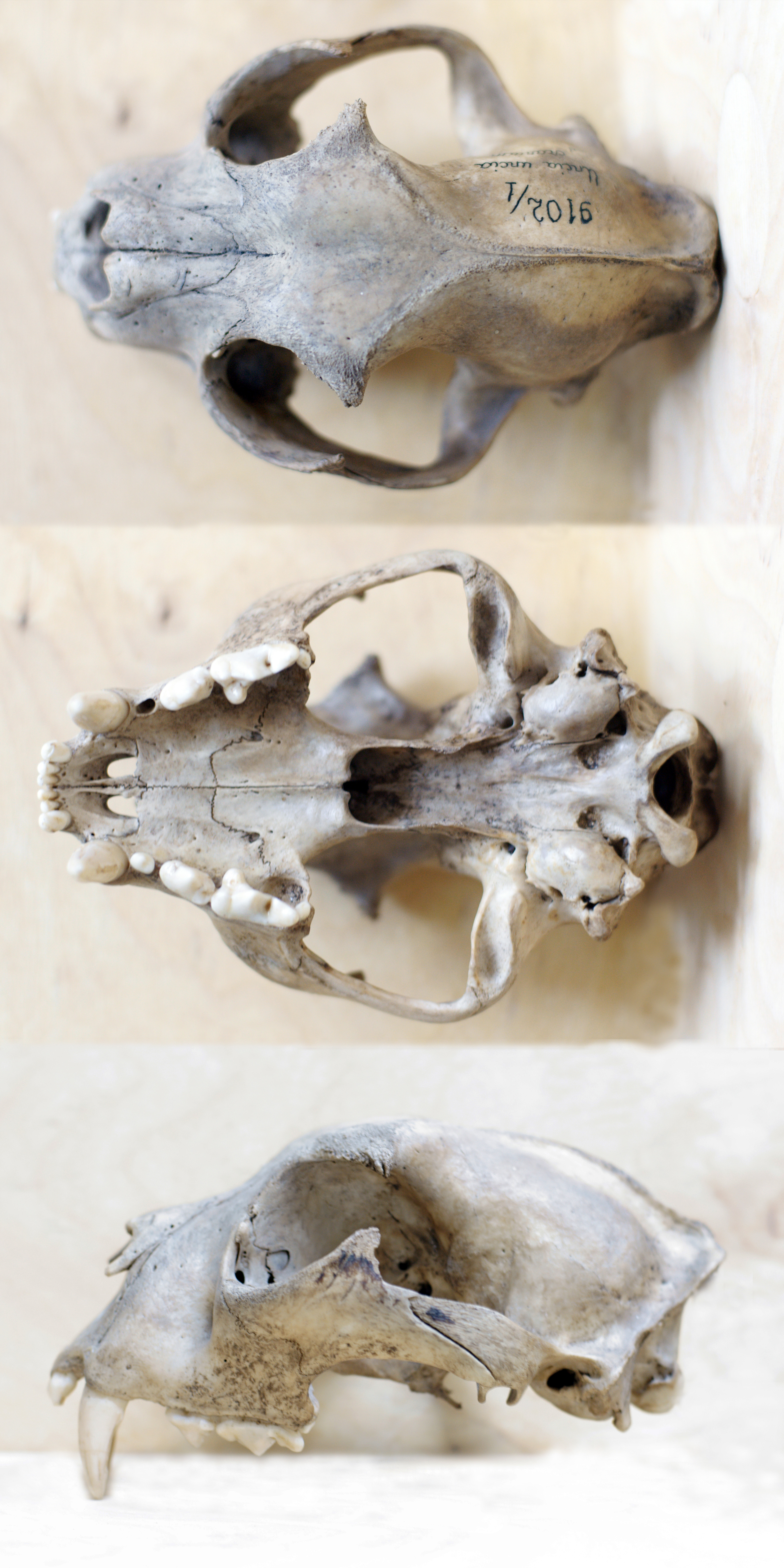
جُمجُمة نمر الثُلوج.

تتمتَّعُ نُمور الثُلوج بِفراءٍ كثيفٍ طويل يصلُ طوله على الظهر إلى 55 ملّيمتر، ويتراوح لون قسمه العلويّ من الرمادي الضبابي إلى الأسمر المُصفر أو حتَّى المُحمر، أمَّا السُفليُّ فضاربٌ إلى البياض، وهو أشبه بفراء السنوريَّات الصُغرى عوض تلك الكُبرى. النِمار (الورديَّات أو الرُقط) رماديَّة داكنة أو سوداء، وهي غير مُقفلة، وتظهرُ بضع رُقطٍ صغيرة من ذات اللون على رؤوسها، وأُخرى أكبر حجمًا على قوائمها وأذيالها. تُشيرُ بعض المعلومات غير الموثقة بعد، أنَّ رُقط هذه النُمور تبهت وتأخذ بالتلاشي مع تقدُّمها بالسن، ويُلاحظ أنَّ جرائها تكون أقتم رُقطًا وأدكن لونًا من أبويها. ومن الأمُور التي تتميَّز بها هذه السنوريَّات عن غيرها من أبناء فصيلتها، أنَّ عيناها غالبًا ما تكون خضراء باهتة أو رماديَّة. الفوارق اللونيَّة البارزة بين الجنسين معدومة، كما أنَّ الاختلاف في أنماط الرُقط واللون بين الجُمهرات المُختلفة معدومٌ تقريبًا (أو ضئيلٌ جدًا)، وتُعزى قلَّة الاختلاف هذه إلى موطن النُمور الصغير ذي الظروف المُناخيَّة والجُغرافيَّة المُتطابقة.
تظهرُ لدى نُمور الثُلوج عدَّة تكيُّفاتٍ تُمكنها في الصُمود في البيئات الجبليَّة الباردة، فأجسادُها مُكتنزة وفراؤها كثيف، وآذانُها قصيرة ومُستديرة، وكُلُّ هذه خصائص تحول دون خسارتها للكثير من الحرارة. أكُفَّها عريضة تُساعدُ على توزيع وزنها على مسافةٍ أوسع حينما تمشي، ممَّا يُمكنها من السير على الثلج بسهولة، كما أنَّ أسفلها مُبطَّنٌ بالفراء ممَّا يزيد من ثباتها على الأسطح غير السويَّة؛ كما تُساعد على الحد من خسارة المزيد من الحرارة أيضًا. ذُيول نُمور الثُلوج طويلةٌ ومرنة، تُساعدُها كي تُحافظ على توازنها، الأمر الذي يُعتبرُ فائق الأهميَّة في موائلها الطبيعيَّة الصخريَّة حيثُ يصعبُ التنقل. تُعزى ثخانة ذُيول هذه الحيوانات أيضًا إلى الشحم الذي يُختزنُ فيها بالإضافة إلى طبقة الفراء الكثَّة، وكثيرًا ما تستخدمُ النُمور ذُيولها لتغطية وجوهها حينما تنام.

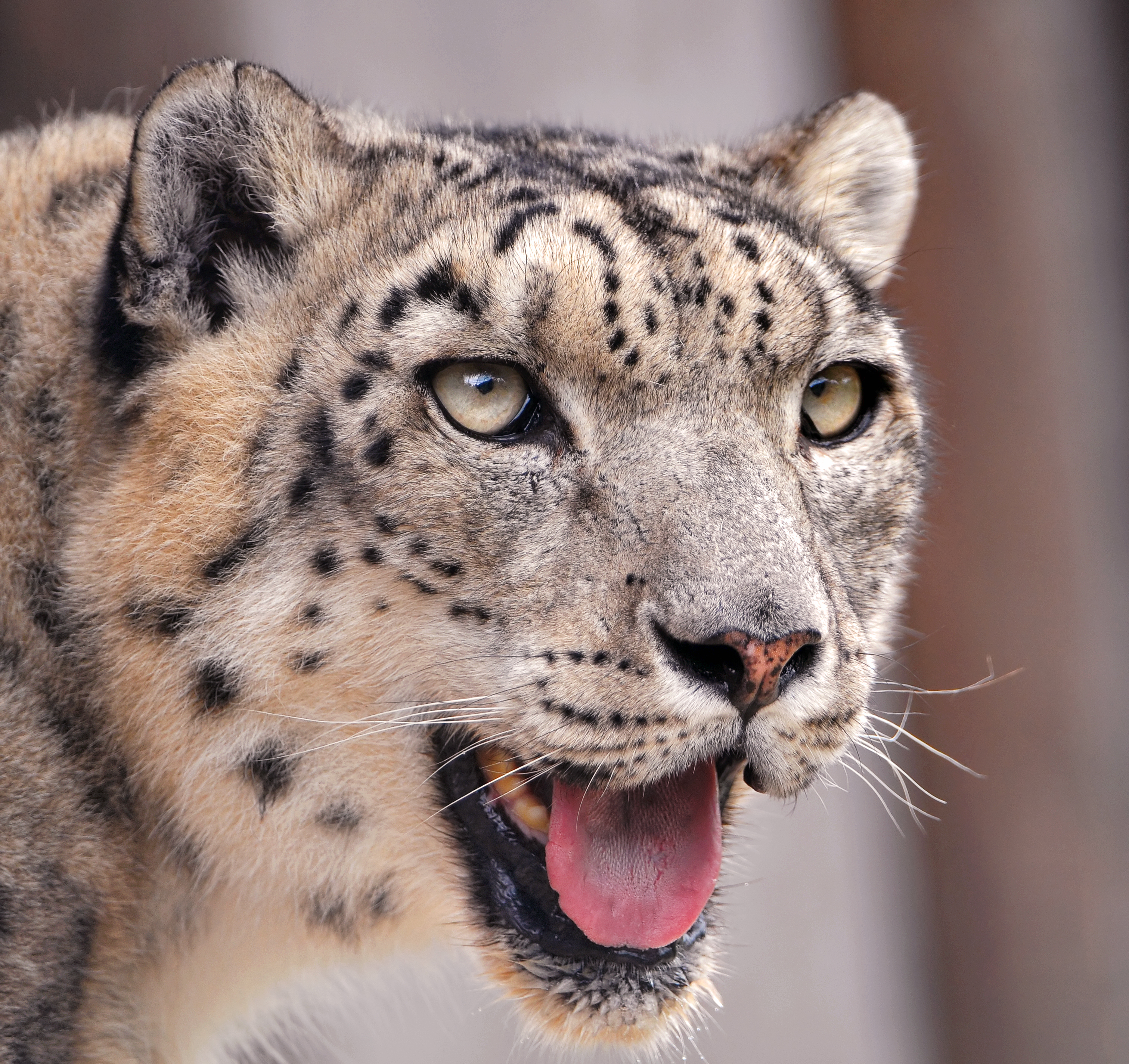
لقطةٌ مُقرَّبة لِرأس ذكر. لاحظ شكل الخطم القصير واللسان ذا الحُليمات.

الخطمُ قصير، والجبهة مُقبَّبة، وهي تحتوي على أجوافٍ أنفيَّةٍ ضخمةٍ للغاية تُساعدُ الحيوان على التنفس في بيئته الجبليَّة ذات الهواء البارد الفقير بالأكسجين. ونُمورُ الثلوج غير قادرة على الزئير، رُغم أنَّ عظمها اللاميّ مُتعظِّم. وكان يُعتقدُ سابقًا أنَّ هذه الخاصَّية ضروريَّة لِتمكين السنَّور من الزئير، لكنَّ الدراسات الحديثة أظهرت أنَّ المقدرة على ذلك تتأتّى من بعض الخصائص التشكُّليَّة الأُخرى، وبالأخص تلك المُتعلِّقة بالحُنجرة، التي تفتقدها نُمور الثُلوج. تتضمَّن طائفة الأصوات التي تُصدرها نُمور الثُلوج: الهسهسة، والزمجرة، والمواء، والعويل. أيضًا، تُصدرُ هذه الحيوانات بعض الخرخرة كالقطط الصغيرة أثناء الشهيق والزفير.
الجُمجُمة قويَّة نسبيًا ذات أقواسٍ وجنيَّة بارزة للغاية، لكنَّها أقلُّ سماكةً وغلظةٍ وثقلًا من جماجم سائر السنوريَّات الكُبرى المُنتمية لِجنس النُمور. يتراوح طول جُمجُمة الذكر بين 18و19 سنتيمتر، ويتراوح طول شقَّتها القاعديَّة بين 16,5 و17,3 سنتيمترات، وعرض الوجنة بين 12 و13,5 سنتيمترات، وتتراوح مسافة ما بين الحاجبين بين 4.3 و4.7 سنتيمترات، ومنصَّة الأنياب بين 4,8 و5 سنتيمترات. تمتلك نُمور الثُلوج 30 سنًا، منها 6 قواطع ونابين على كِلا الفكِّين السُفلي والعلوي، كما تمتلك 3 طواحن وضرسٍ واحد على الفك العُلوي، وطاحنتين وضرسٍ واحد على الفك السُفلي. أمَّا تركيبة أسنانها فتأخذ شكل المُعادلة التالية: {\displaystyle I{3 \over 3}C{1 \over 1}P{3 \over 2}M{1 \over 1}}. اللسان طويلٌ ومرن، وهو مُجهَّزٌ بحُليمات خاصَّة على أطرافه مُغلَّفة بِظهارةٍ كيراتينيَّة لِتُساعد الحيوان على كشط اللحم عن عظام فريسته، ولِتنظيف نفسه.

## الانتشار

### الموطن
تستوطنُ نُمور الثُلوج المناطق الجبليَّة في آسيا الوسطى والجنوبيَّة، ويمتدُّ موطنها على مساحةٍ تُقدَّر بِحوالي 1,230,000 كيلومتر مُربَّع عابرًا المناطق والبُلدان التالية: غرب بُحيرة بايكال مُرورًا بجنوب سيبيريا وسلسلة جبال كونلون، وجبال ألطاي، وجبال سايان وتانّو أولا، وجبال تيان شان، بالإضافة إلى كازاخستان، وقيرغيزستان، وطاجيكستان، وأوزبكستان وُصولًا إلى الهندوكوش شرقيّ أفغانستان، وسلسلة جبال قره قُرم شماليّ پاكستان، وجبال پامیر، وعلى ارتفاعاتٍ شاهقة في جبال الهيمالايا بالهند، والنیپال، وبوتان، وهضبة التبت. كذلك، يُمكن العُثور عليها في منغوليا بقسم جبال ألطاي الواقع بصحراء گوبي وجبال خانگاي. وفي التبت يُمكن العُثور عليها حتَّى منطقة ألتن طاغ الجبليَّة شمالًا. ومن غير المؤكَّد وُجود هذه النُمور في ماينمار على حُدود الصين، على الرُغم من أنَّ المنطقة تُشكِّلُ لها موطنًا مثاليًا. تُشكِّلُ نسبة القسم الروسي من موطن نُمور الثُلوج ما بين 2 و3% من موطنها الكامل، وهو يُشكِّلُ أيضًا أقصى القسم الشمالي والشمالي الغربي من موطنها. تصلُ مساحة المنطقة التي تقطُنها نُمورُ الثُلوج في روسيا لِحوالي 60,000 كيلومتر مُربَّع، وهي تنتشرُ في جُمهوريَّات كراسنويارسك كراي وخقاسيا وتوڤا وألطاي، وجبال شرق سيان، وتحديدًا على سلسلتيّ تونكا ومونخ سرطاغ. غير أنَّ الموطن الأخير لِهذه النُمور مُتجزئ وجُمهراتها مُبعثرة، وأعدادها في تناقُصٍ مُستمر، إلَّا في بعض المناطق القليلة التي شهدت ارتفاعًا في أعداد الظباء والمعز الجبليَّة نتيجة حظر الصيد.

### الموائل الطبيعيَّة

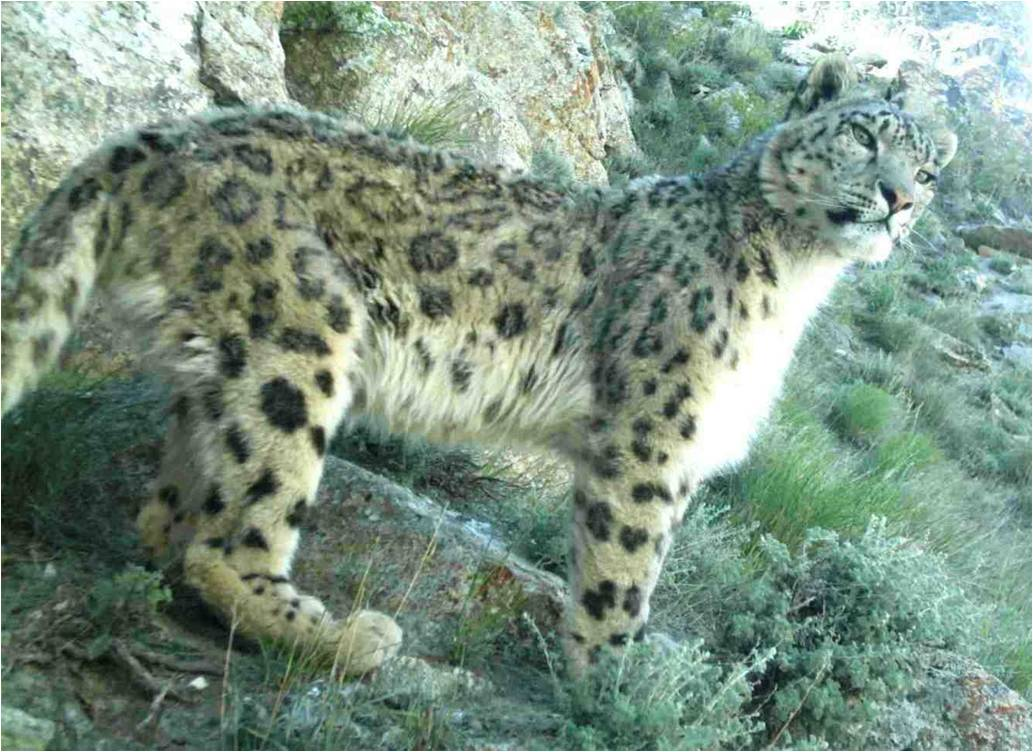
نمر ثُلوج من مُقاطعة واخان بأفغانستان.

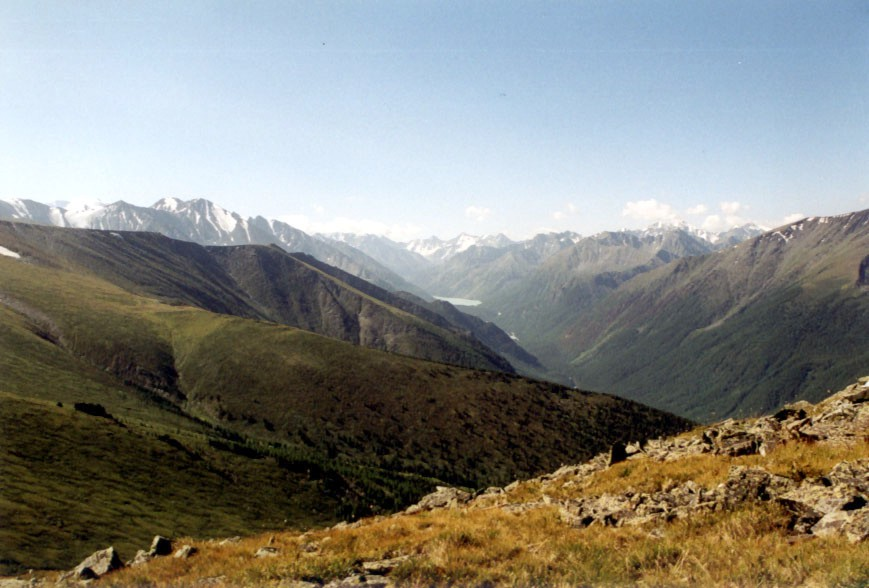
مُنحدرات جبال ألطاي، إحدى الموائل الطبيعيَّة النمطيَّة لِنُمور الثُلوج.

تُقدَّر مساحة الموائل الطبيعيَّة التي تقطُنها نُمور الثُلوج في الهند بأقل من 90,000 كيلومتر مُربَّع (35,000 ميل مُربَّع)، مُوزعة على ولايات جامو وكشمير، وأُتراخند، وهيماچل پردیش، وسِكم، وأروناچل پردیش، منها حوالي 34,000 كيلومتر مُربَّع (13,000 ميل مُربَّع) تُعتبر موائل مُلائمة للنُمور، وتبلغ نسبة الأراضي المحميَّة منها حوالي 14.4%. قُدِّرت أعداد الجُمهرة الهنديَّة من نُمور الثُلوج في بدايات عقد التسعينيَّات من القرن العشرين بما بين 200 و600 نمر تتوزع في 25 محميَّة.
الموئلُ النمطيّ لِهذه الحيوانات هو الجبال الصخريَّة المُرتفعة، وهي الوحيدة بين السنوريَّات التي تُمضي كامل وقتها على ارتفاعاتٍ شاهقة. تشتملُ موائلها الرئيسيَّة الأُخرى على: المُروج الجبليَّة، والأجرُف غير المُشجرة، والمناطق الصخريَّة، والممرات والمضائق الجبليَّة العميقة بالإضافة لِتلك كثيفة الثُلوج، وهي قادرة على التنقل بِسُهولة فوق الثلج الذي تبلغ سماكته 85 سنتيمترًا (33 إنشًا)، على أنَّها تُفضِّلُ على الدوام استخدام الدُروب التي شقَّتها حيواناتٌ أُخرى أثناء تنقُلها. تعيشُ نُمور الثُلوج فوق خطّ الشجر خِلال فصل الصيف، في المُروج الجبليَّة والمناطق الصخريَّة حتَّى ارتفاعٍ يتراوح بين 2,700 و6,000 متر (ما بين 8,900 إلى 19,700 قدم)، وفي الشتاء تهبط إلى ارتفاعاتٍ تتراوح بين 1,200 إلى 2,000 متر (بين 3,900 إلى 6,600 قدم)، حيثُ يُمكن أن تُشاهد في المناطق المُشجرة أو أراضي الأشجار القمئيَّة.

## أحيائيًا وبيئويًا

### السلوك الإقليمي والاجتماعي

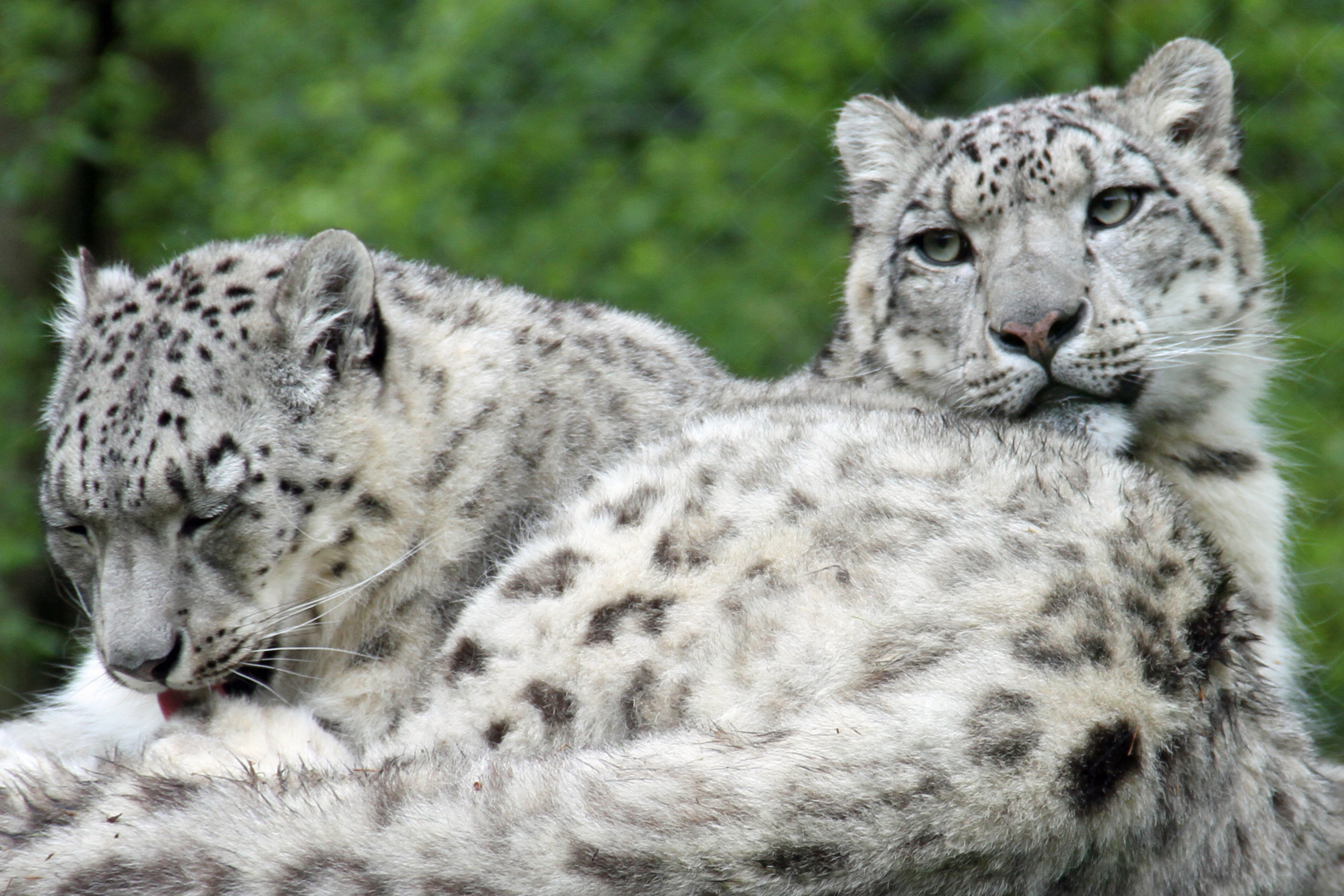
نمرا ثُلوجٍ قابعان سويًا.

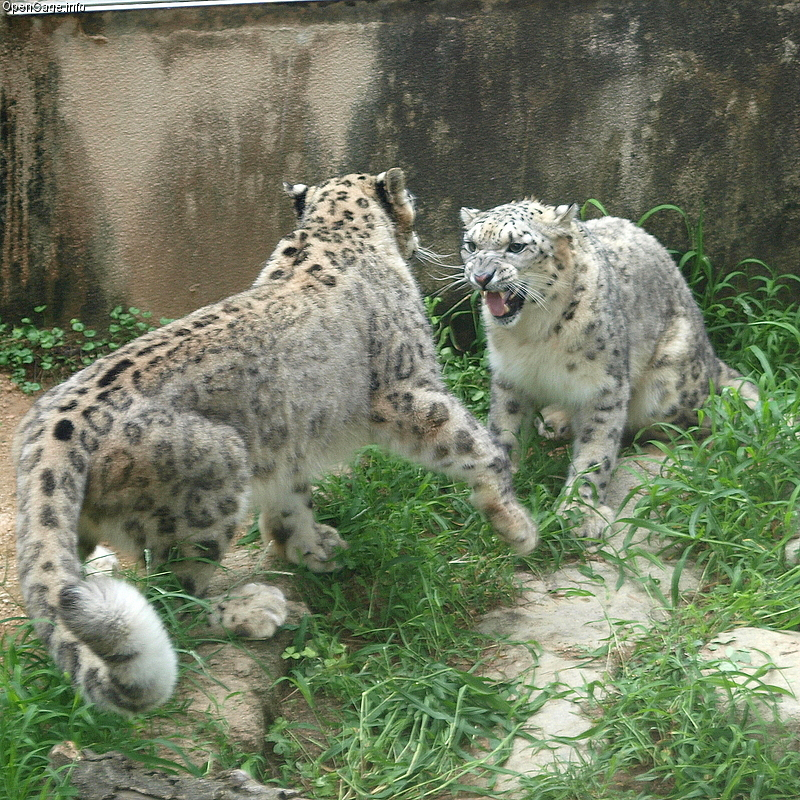
نمرا ثُلوج على وشك أن يتقاتلا في إحدى حدائق الحيوان.

نُمورُ الثُلوج حيواناتٌ انفراديَّة، أي أنَّها تعيشُ مُنفردةً أغلب حياتها، عدا الإناث خِلال فترة الأُمومة، عندما تعيشُ مع جرائها لِفترةٍ من الزمن حتَّى تبلُغ هذه أشُدَّها. يُسيطرُ الفرد من هذه النُمور على منطقةٍ يقومُ بتعليم حُدودها على الدوام، كسائر أنواع السنوريَّات، غير أنَّها لا تُدافع عنها ضدَّ غيرها من بني جنسها إن تخطت هذه حُدودها. تختلفُ أحجام ومساحة الأحواز باختلاف المنطقة الجُغرافيَّة التي تقطُنها النُمور، ففي النيپال حيثُ تكثُر الطرائد، يُمكن أن تتراوح مساحة الحوز الواحد بين 12 كيلومتر مُربَّع فقط (5 أميال مُربَّعة) إلى 40 كيلومتر مُربَّع (15 ميلًا مُربَّعًا)، ويُمكنُ العُثور على ما بين 5 إلى 10 نُمور في كُل 100 كيلومتر مُربَّع (39 ميلًا مُربَّعًا)؛ أمَّا في المناطق والموائل مُبعثرة الطرائد، يُمكنُ لِمنطقةٍ تبلغ مساحتها قُرابة 1,000 كيلومتر مُربَّع (386 ميلًا مُربعًا) أن تأوي حوالي خمسة نُمورٍ فقط. يُمكنُ لِحوز الذكر أن يتقاطع أو يضُم أحواز عدَّة إناث قد يصلُ عددها إلى ثلاثة.
تقوم نُمور الثُلوج بتعليم حُدود منطقتها والدُروب التي تستخدمها غالبًا، شأنها في ذلك شأن سائر السنوريَّات، وهي تفعل ذلك عبر خدش الأرض بِمخالبها الخلفيَّة، ومن ثُمَّ التبوُّل أو التغوُّط في ذات الموقع. كما تقوم برش بولها على الصُخور المُتناثرة وعلى أطراف الأجرف الصخريَّة. نُمورُ الثُلوج شفقيَّة النشاط، أي أنَّها تنشطُ خِلال الفجر والغسق بشكلٍ خاص. وتشتهر بكونها هيَّابة، وقلَّما تظهر للعلن.

### التغذية والصيد

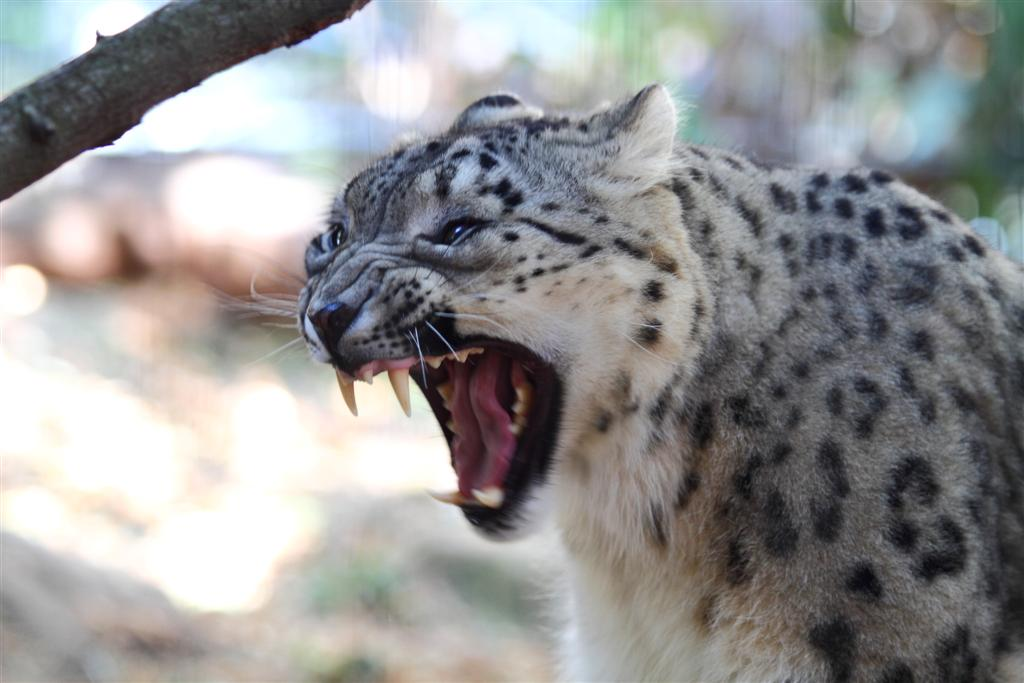
نمرُ ثُلوجٍ فاغرٌ شدقه ومُظهرًا أنيابه التي يستخدمها للفتك بطرائده.

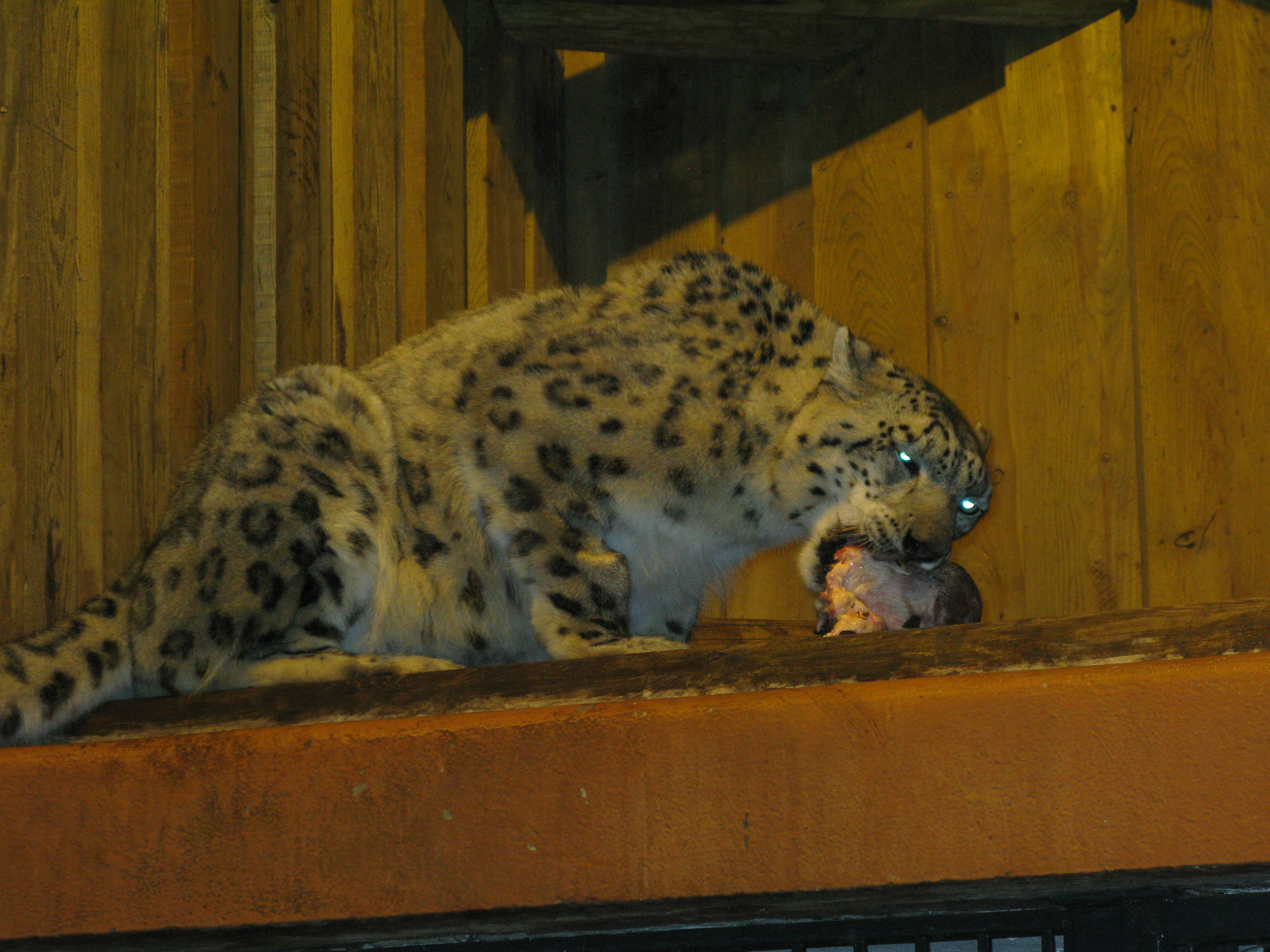
نمرُ ثُلوجٍ يقتات في إحدى حدائق الحيوان.

نُمورُ الثُلوج حيواناتٌ لاحمة (تقتات على اللحم) صيَّادة. وكغيرها من السنوريَّات، فهي انتهازيَّة، مُستعدَّة كي تقتاتٌ على أيِّ نوعٍ من اللحم المُتوافر، بما فيه الجيفة والمواشي المُستأنسة. ونُمورُ الثُلوج قادرة على الفتك بحيواناتٍ تفوقها وزنًا بثلاث أو أربع مرَّات، من شاكلة: البهرل (الضأن الأزرق الهيمالايي)، والطُهر الهيمالايي، والمارخور، والأرغل. كما أنَّها مُستعدَّة لتصطاد بعض الطرائد الصغيرة، مثل القوَّاعات والطُيور. ويبدو أنَّها قادرة على قتل جميع أنواع الحيوانات التي تُشاركُها الموطن عدا ذكر القُطاس البالغ. من الأُمور المُميَّزة لهذه السنوريَّات، والتي تجعلها فريدةً بين السنوريَّات، هو إقبالها على الاقتيات على كميَّاتٍ بارزة من النباتات، بما فيها الأعشاب والغُصينات. تُقدمُ بعض نُمور الثُلوج على الصيد في أزواج، وخُصوصًا الشريكان خِلال فترة التزاوج.
تختلفُ حمية نمر الثُلوج باختلاف موطنه وباختلاف وقت السنة، وتعتمدُ على مدى توافر الطرائد. ففي جبال الهيمالايا تقتات بشكلٍ رئيسيّ على البهرل، أمَّا في السلاسل الجبليَّة الأُخرى، مثل قره قُرم، وتيان شان، وألطاي، وتوست في منغوليا، تتألَّف حميتها من الوعول السيبيريَّة والأرغل (نوعٌ من الخراف البريَّة)، على الرُغم من أنَّ الأخير أصبح شديد النُدرة في أماكن كثيرة من موطن نُمور الثُلوج. تقتاتُ النُمور على طائفةٍ واسعةٍ من الفرائس الكبيرة الأُخرى حينما تتوافر، وفي مُقدِّمتها أنواعٌ مُختلفة من الخرفان والمعز البريَّة، مثل المارخور والأريل، وغيرها من المُجترَّات ماعزيَّة الشكل مثل الطُهر الهيمالايي والگورال، بالإضافة إلى الأيائل، والپاندا الحمراء، والخنازير البريَّة، وسعادين اللانگور. تشتمل قائمة الطرائد الصغيرة على: المراميط، والقوَّاعات الصوفيَّة، والپيكة، وأنواعٌ مُختلفة من القوارض، والطُيور الأرضيَّة من شاكلة: دجاج الثُلوج والحجل الشقَّار.
تُشكِّلُ المواشي المُستأنسة فئةً مُهمَّةً من طرائد نُمور الثُلوج، الأمر الذي يؤدّي إلى نزاعاتٍ كثيرةٍ بينها وبين البشر. لكن على الرُغم من ذلك، لوحظ بأنَّ نسبة افتراسها لتلك المواشي حتَّى في المناطق التي تراجعت فيها أعداد طرائدها البريَّة، وارتفعت مُعدلات احتكاكها مع البشر، كما في منغوليا، كانت ضئيلةً للغاية وتُشكِّلُ أقل من 20% من إجمالي حميتها الكُليَّة، وأنَّها تُفضِّلُ صيد الطرائد البريَّة عوض تلك المُستأنسة متى أمكنها ذلك. غير أنَّ رُعاة الخراف والماعز لا يترددون رُغم ذلك من إطلاق النار على أيِّ نمرٍ طالما ثبُت قتله رأسٌ من ماشيتهم. أدَّى تناقص أعداد الطرائد نتيجة التنافس مع المواشي على المراعي، بالإضافة إلى الرعي الجائر، والقنص اللاشرعي، والتهجير القسري لِفسح المجال أمام الماشية لاستغلال الموائل الطبيعيَّة، أدَّى ذلك بدوره إلى تراجع أعداد نُمور الثُلوج بشكلٍ حاد. يظهرُ بأنَّ هذه النُمور هي الأقل عدائيَّةً تجاه البشر بين جميع السنوريَّات الكُبرى، لذا غالبًا ما يسهل إبعادها وطردها بعيدًا عن المواشي؛ وكثيرًا ما تهجر طريدتها بسُرعة ما أن تشعر أنها مُهددة، حتَّى يُقال بأنَّها لا تُدافع عن نفسها حينما تُهاجم.
تُفضِّلُ نُمور الثُلوج أن تكمُن لِطرائدها في مكانٍ مُرتفعٍ، وتستخدمُ خلفيَّة الأراضي التي تسيرُ عليها كي تتموَّه وتتخفّى عن عُيون فرائسها. وكثيرًا ما تُطارد فريستها عبر السُفوح الوعرة، حيثُ تستخدمُ الزخم المُتولِّد عن قفزتها الرئيسيَّة لِتُطارد الطريدة حتَّى مسافة 300 متر (980 قدمًا). تفتكُ نُمور الثُلوج بفريستها عبر عضَّةٍ في عُنُقها، وقد تجُرُّها إلى موقعٍ آمنٍ لِتفتات عليها بسلام. تأكلُ النُمور جميع الأعضاء المُغذية للطريدة، ويُمكنُها أن تحيا طيلة أُسبوعين من خِلال الاقتيات على بهرلٍ واحدٍ فقط دون أن تحتاج لتصيد مُجددًا طيلة هذه المُدَّة. تُقدَّرُ أعداد الطرائد السنويَّة التي تحتاجُها نُمور الثُلوج بين 20 و30 بهرلًا بالغًا.

### التناسل ودورة الحياة

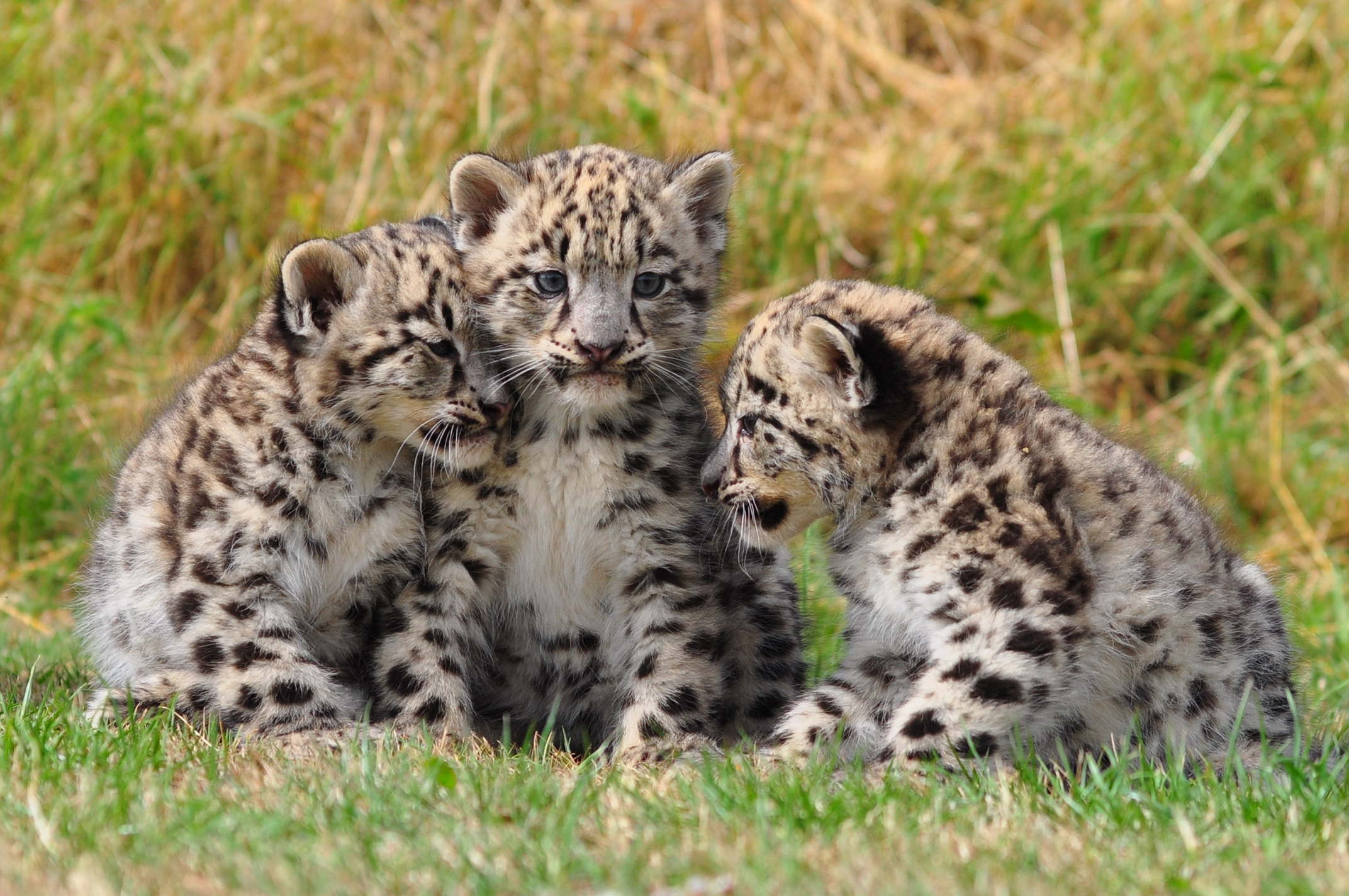
ثلاثة جراء نُمور ثُلوج من المملكة المُتحدة.

نُمور الثُلوج فريدةٌ بين السنوريَّات الكُبرى، إذ أنَّ ذُروة ولاداتها مُحدَّدة بفترةٍ زمنيَّةٍ ثابتة. تتزاوج هذه النُمور عادةً في أواخر الشتاء، وخِلال هذه الفترة يُلاحظ ارتفاع مُعدَّل تعليمها لِحُدود مناطقها وازدياد نسبة نداءاتها طيلة اليوم. تتراوحُ فترة حمل الأُنثى بين 90 و100 يوم، وتولدُ الجراء بين شهريّ نيسان (أبريل) وحُزيران (يونيو). تستمرُّ الفترة النزويَّة عادةً ما بين خمسة إلى ثمانية ايَّام، ولا تميلُ الذُكور للبحث عن شريكةٍ أُخرى ما أن تنقضي فترة التزاوج، ولعلَّ سبب ذلك هو قِصر موسم التناسل. يتجامعُ الذكر والأُنثى من هذه النُمور في وضعيَّة السنوريَّات المألوفة، ويتراوح عدد عمليَّات الجماع في النهار الواحد بين 12 و36 مرَّة.

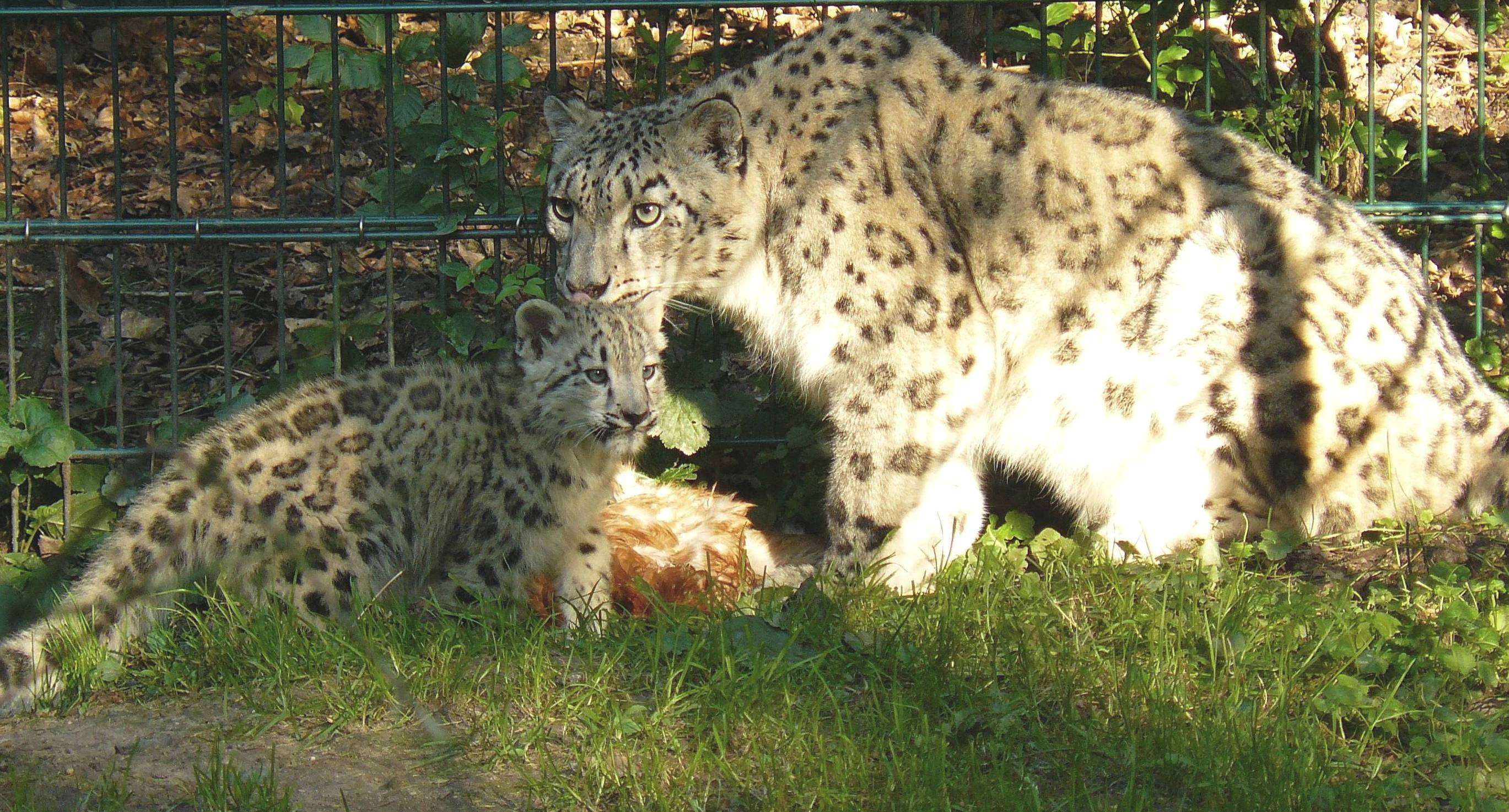
أُنثى وجروها في إحدى حدائق الحيوان في ألمانيا.

تضعُ الأُنثى بطنها في عرينٍ أو جُحرٍ أو صدعٍ صخريّ، وتُبطِّنهُ بفراء بطنها الذي تطرحه. يتراوح حجم البطن بين جروٍ واحدٍ إلى خمسة جراء، أمَّا المُعدَّل فهو جروان. تُولدُ الجراء ضعيفةً وعمياء، ولا حول لها، غير أنَّها تكون مُجهَّزة بفراءٍ سميك، ويتراوح وزنها بين 320 إلى 567 گرامًا (بين 11.3 إلى 20.0 أونصة). تبدأ عيناها بالتفتح ما أن تبلغ من العمر سبعة ايَّام، وتستطيع المشي بعد خمسة أسابيع من الولادة، وتُفطم بِحُلول أُسبوعها العاشر. يُلاحظ أنَّ كِسوة الصغار تختلف شكلًا عن كِسوة البوالغ، فهي تولد مُرقطة برُقطٍ سوداء داكنة، تتحوَّل تدريجيًا إلى ورديَّات كالكبار مع تقدُمها بالسن، كما تتمتَّع ببعض الخُطوط المُمتدَّة على طول ظهرها.

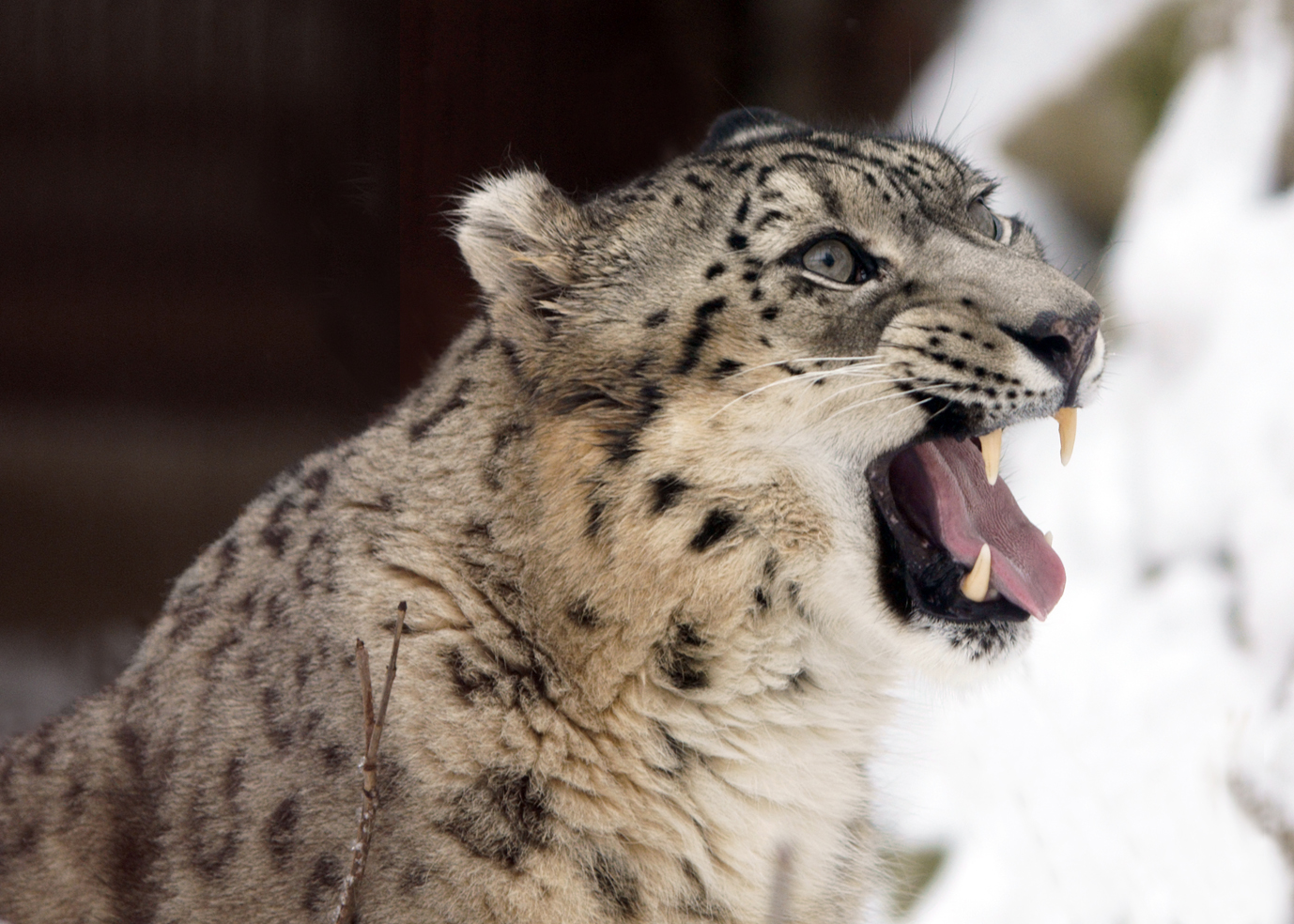
نمرُ ثُلوجٍ ذكر يُظهرُ ردَّة فعل «فليمن»، أي يتفقَّد رائحة بول الأُنثى لِيتأكد ممَّا إذا كانت مُتقبِّلة للتزاوج.

تُغادرُ الجراء العرين ما أن تبلغ أربعة شُهورٍ تقريبًا، لكنَّها تبقى مع والدتها إلى أن تستقل بعد فترةٍ تتراوح بين 18 و22 شهرًا. وما أن تستقل الجراء حتَّى تفترق عن بعضها ويُغادر كُلٌ منها إلى منطقةٍ مُختلفة، وهي تنتشر على مسافاتٍ شاسعة جدًا، حتَّى أنها قد تعبر مساحاتٍ واسعة من الأراضي المُنبسطة بحثًا عن مناطق صيدٍ جديدة. ولعلَّ هذا الشتات يُساعد على تجنُّب التناسل الداخلي بين الأقارب، إذ أنَّ هذا ترتفعُ نسبة حُصوله لو بقيت النُمور في المنطقة التي وُلدت فيها نظرًا لِصغر حجم تلك المناطق. تصل نُمور الثُلوج مرحلة النضج الجنسي خلال الفترة المُمتَّدة بين سنتها الثانية والثالثة، وعادةً ما تعيش حتَّى تبلغ من العُمر ما بين 15 و18 سنة في البريَّة، أمَّا في الأسر فيُحتمل وُصولها لِسن 21 سنة، وقد تمَّ تسجيل حالةٌ واحدة بلغت فيها إحدى الإناث الأسيرة 28 سنة.

### الضواري والأمراض
أبرزُ الضواري التي تُشكِّلُ خطرًا على حياة نُمور الثُلوج، هي الذئاب الرماديَّة، التي تشكِّلُ في الوقت نفسه أعظم مُنافسٍ للنُمور على مصادر الغذاء. ما زالت الأمراض والطُفيليَّات التي تُصيب هذه الحيوانات في البريَّة مجهولةً تقريبًا للعُلماء، على أنَّهُ تمَّ التبليغ عن بضع حالاتٍ أُصيبت فيها بعضُ النُمور بداء الكلب. أمَّا في الأسر فقد لوحظ أنَّ أبرز أسباب نُفوق الجراء يرجع إلى إلتهابات المعدة والأمعاء. وفي إحدى حدائق حيوان اليابان، اكتُشفت دودةٌ قلبيَّة لدى إحدى الأفراد في سنة 2003م.

## تعداد الجُمهرة

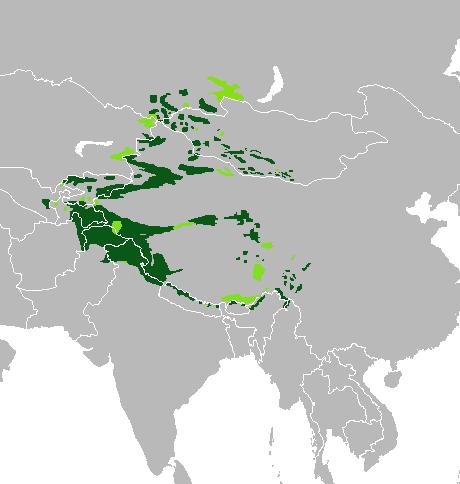
خارطة تُظهر الموطن المُتجزئ لِنمر الثُلوج.

هُناك عدَّة جمعيَّات ومؤسسات حُكوميَّة وخاصَّة تعمل على الحفاظ على نُمور الثُلوج وموائلها الطبيعيَّة الجبليَّة ذات النظام البيئي الهش المُهدد. ومن تلك المؤسسات الخاصَّة: صُندوق نمر الثُلوج (بالإنگليزيَّة: Snow Leopard Trust)، ومجلس صيانة نُمور الثُلوج (بالإنگليزيَّة: Snow Leopard Conservancy)، وشبكة نُمور الثُلوج (بالإنگليزيَّة: Snow Leopard Network)، ومجموعة السنوريَّات الاختصاصيَّة (بالإنگليزيَّة: Cat Specialist Group)، وشركة النمر (بالإنگليزيَّة: Panthera Corporation). تعاونت عدَّة مُنظمات حُكوميَّة للبُلدان التي تقطنها نُمور الثُلوج مع المُؤسسات سالِفة الذكر، بالإضافة لِعددٍ من المؤسسات اللاربحيَّة والجهات التبرُّعيَّة لِعقد عدَّة مؤتمرات تهدف إلى التباحث بشأن أوضاع هذه النُمور، من جهة البُحوث والبرامج الاجتماعيَّة والتعليميَّة الهادفة إلى تكثيف الوعي لدى العامَّة وتثقيفهم وإدراك الاحتياجات الأساسيَّة لِهذه السنوريَّات، وللمُزارعين والرُعاة الذين يتأثرون ويؤثرون بالنُمور وموائلها الطبيعيَّة.
يُقدَّر عدد الجُمهرة البريَّة من نُمور الثُلوج بما بين 4,510 و7,350 نمر، تنتشر على مساحة 1.8 ملايين كيلومتر مُربَّع، منها حوالي 550,000 كيلومتر مُربَّع من الموائل الطبيعيَّة المُلائمة لاستيطانها. وتُقدَّر المساحة الكُليَّة لِموطنها الكامل بحال كان غير مُتجزِّئ بحوالي ثلاثة ملايين كيلومتر مُربَّع.

### المخاطر والانحفاظ

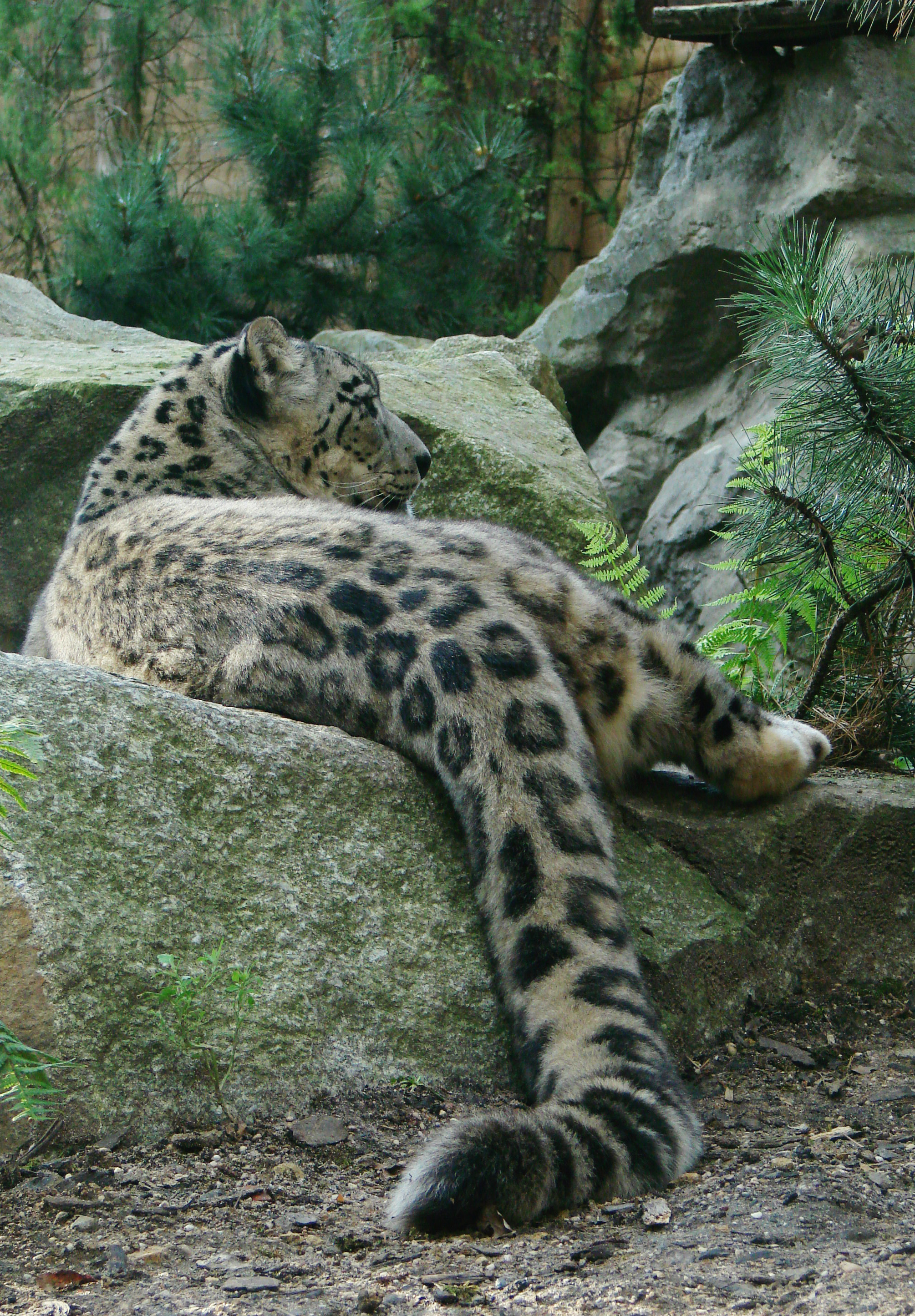
نمر ثُلوجٍ في حديقة حيوانات آمنڤيل بفرنسا.

تُعاني نُمورُ الثُلوج من القنص اللاشرعي بهدف الإتجار بفرائها النفيس، وبِعظامها المطلوبة في الأسواق الصينيَّة لِإعداد الأدوية التقليديَّة، وكِلا التجارتين تُعدَّان من التجارات المُربحة المُغرية لِأي صاحب دخل محدود في البُلدان الفقيرة التي تستوطنها النُمور. كذلك، تتعرَّض النُمور لاضطهاد الرُعاة والمُزارعين بحال ثبت افتراسها لِإحدى رُؤوس المواشي. تحظى نُمور الثُلوج بالحماية القانونيَّة في جميع البُلدان التي تستوطنها، غير أنَّها ما زالت تُعاني من القنص اللاشرعي رُغم ذلك، كما كان لاقتناص وإبادة طرائدها الطبيعيَّة أثرٌ في تراجع أعدادها، الأمر الذي جعل منها حيوانًا نادرًا. يُصنِّفُ الاتحاد العالمي للحفاظ على الطبيعة نُمور الثُلوج على أنَّها حيواناتٌ مُهددة بدرجةٍ وُسطى.

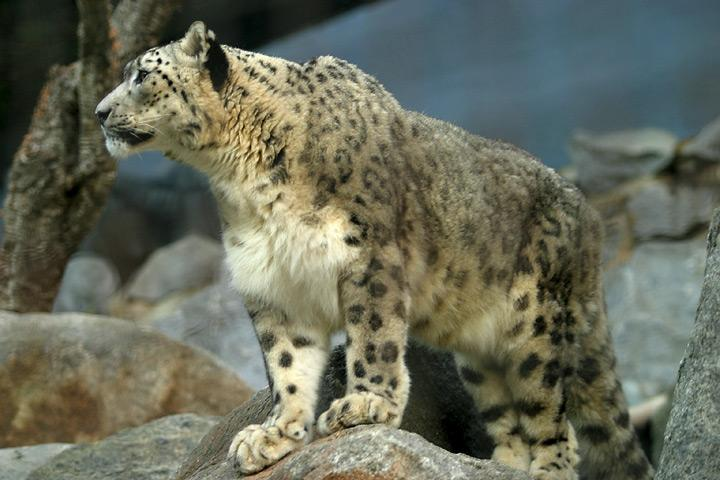
نمر ثُلوجٍ في حديقة حيوانات سان دييغو.

أُدرجت نُمور الثُلوج سنة 1985م ضمن الفئة الأولى من اتفاقيَّة حظر الاتجار بالأنواع المُهددة بالانقراض، وهي الفئة التي تضم الأنواع المُهددة أو التي يُحتمل أن تُهدد بالانقراض بفعل الإتجار بها أو بأعضائها، وذلك بناءً على اقتراحٍ قدَّمتهُ ألمانيا. تستوطنُ جُمهرات النُمور الباقية حاليًا قمم الجبال العالية التي تُشكِّلُ الحُدود الطبيعيَّة والسياسيَّة بين جميع الدُول التي تقطُنها (باستثناء هضبة التبت)، فهي بهذا تعيشُ مُتنقلةً عبر حُدود تلك الدُول، لكن رُغم ذلك ليس هُناك من تعاونٍ بين حُكومات تلك البُلدان لِحماية تلك الجُمهرات وضمان عُبورها بسلام من دولةٍ لِأُخرى، لا سيَّما وأنَّ المناطق الحُدوديَّة هي أكثر المناطق التي تشهد عمليَّات قنصٍ لا شرعي ورعي جائر، عدا تلك التي تتمركز فيها الجيوش وحرس الحُدود، التي أظهرت بعض الأدلَّة أنَّها شهدت ازديادًا في أعداد الطرائد والنُمور. وقد دعت مُنظمة حماية الطبيعة في ألمانيا إلى تعاونٍ بين الدُول الجبليَّة المُتجاورة في آسيا الوُسطى لِتأمين المناطق الحُدوديَّة وضمان حماية الطرائد والضواري التي تقطُنها، وكانت طاجيكستان في مُقدِّمة الدُول التي وافقت على المُقترح.
حصلت نُمور الثُلوج على رُتبة «نوعٌ نادر مُهدد بالانقراض ذو موئلٍ ضئيل» من الفئة الثالثة في الكتاب الأحمر للاتحاد السوڤييتي سنة 1984م. وفي كتاب البيانات الأحمر للاتحاد الروسي الصادر سنة 2001م، حصلت نُمور الثُلوج على صفة «نوعٌ مُهدد بالانقراض في البلاد الروسيَّة» من الفئة الأولى. وبتاريخ 22 تمّوز (يوليو) 2002م، اجتمع مُمثلون روس عن كُلِّ من: وزارة الموارد الطبيعيَّة الروسيَّة، ومُمثلي السُلطات البيئيَّة المعنيَّة في جمهوريَّات ألطاي، وخقاسيا، وتوڤا، وكراسنويارسك كراي، ومؤسسة علوم البيئة والتطوُّر، وأكاديميَّة سيڤرستوڤ للعلوم، ومُفوَّضيَّة السنوريَّات الكُبرى، وجمعيَّة عُلماء الثدييات، ومكتب صُندوق الحياة البريَّة في روسيا، حيثُ أقرّوا «إستراتيجيَّة الحفاظ على نُمور الثُلوج في روسيا».
تسعى العديد من المُنظمات إلى منع قنص الطرائد الطبيعيَّة لِنُمور الثُلوج للحيلولة بينها وبين صيد المواشي المُستأنسة ودُخولها في نزاعٍ مع المُزارعين، وخُروجها خاسرة في جميع الحالات. وتسعى أيضًا إلى حماية الموائل الطبيعيَّة التي تستغلَّها تلك الطرائد كي تبقى مُتوطنة في الأراضي ولا تُهاجر هربًا إلى مناطق أُخرى.

### الجُمهرات والمناطق المحميَّة
تُقدَّر أعداد الجُمهرة البريَّة من نُمور الثُلوج بين 7616 و7996 نمر، تُقدِّرُ بعض الدراسات عدد النُمور الموجودة في الأسر بحوالي 2,000 نمر، ويُشيرُ بعضها الآخر إلى 600 نمرٍ فقط في حدائق الحيوان حول العالم.
| البلد     | السنة | تقدير الأعداد |
| --------- | ----- | ------------- |
| أفغانستان | 2016  | 50–200        |
| بوتان     | 2016  | 79–112        |
| الصين     | 2016  | 4,500         |
| الهند     | 2016  | 516–524       |
| كازاخستان | 2016  | 100–120       |
| قرغيزستان | 2016  | 300–400       |
| منغوليا   | 2016  | 1,000         |
| النيبال   | 2016  | 301–400       |
| باكستان   | 2016  | 250-420       |
| روسيا     | 2016  | 70–90         |
| طاجيكستان | 2016  | 250–280       |
| أوزبكستان | 2016  | 30–120        |
| المجموع   | 2016  | 7616–7996     |

- أفغانستان: يُمكنُ العُثور على جُمهرة نُمور الثُلوج الأفغانيَّة في جبال پامير والهندوكوش، وبالكاد هُناك أيَّة معلومات عن أوضاعها، لكن يُرجَّح أنها في تناقصٍ وتراجُع نتيجة القنص اللاشرعي وبسبب الحُروب المُستمرَّة التي دارت رحاها في الجبال الأفغانيَّة مُنذ الغزو السوڤييتي مُرورًا بعهد حركة طالبان وحتَّى الزمن المُعاصر. تضمُّ مناطق انتشارها الأُخرى في أفغانستان: معبر واخان،[69] وجنوبي بدخشان في البراري القريبة من مدينة زيباك. وتُشيرُ بعض المعلومات غير الموثوقة إلى وُجودها في محميَّة وادي آجار.[40]
- بوتان: تصلُ مساحة الموئل الطبيعي لِنُمور الثُلوج في بوتان إلى حوالي 15,000 كيلومتر مُربَّع، وتضم حوالي 100 نمر، ومن أهم المحميَّات الطبيعيَّة التي تستوطنها هذه النُمور: محميَّة «جيگمي دورجي» الطبيعيَّة.[40]
- الصين: تحتلُّ الصين المركز الأوَّل من حيثُ حجم جُمهرة نُمور الثُلوج، وتصلُ مساحة الموائل الطبيعيَّة المُلائمة لها بحوالي 300,000 كيلومتر مُربَّع،[70] ويُقدِّرُ البعض ما يزيد عن مليون كيلومترٍ مُربَّع مُلائم لاستيطانها. قُدِّرت أعداد الجُمهرة الصينيَّة في سنة 1994م بما بين 2000 و2500 نمر، مُوزَّعة على المُقاطعات التالية: التبت، وسنجان، وچينگهاي، وقانسو، وسيشوان، ويونان، ومنغوليا الداخليَّة حيثُ تكاد تنقرض. كذلك، تراجعت أعداد هذه السنوريَّات بحدَّة في قانسو. كما أنَّ بعض الجمهرات، كما تلك قاطنة جبال مازونگ، قد اندثرت كُليًا. وما زالت هُناك أعدادٌ مُعتبرة من هذه النُمور في محميَّة يانچيوان الطبيعيَّة في قانسو ومحميَّة جبال قيليان. تُشكِّلُ سيشوان ويونان الحد الجنوبي الشرقي لِموطن نُمور الثُلوج، لكنَّ المعلومات المُتعلِّقة بِأُسلوب معيشتها في تلك المناطق نادرة للغاية،[40] على أنَّها ضُبطت بواسطة الكاميرات الفخيَّة في محميَّة وولونگ الطبيعيَّة.[71] يندُرُ العُثُور على نُمور الثُلوج في محميَّات أعالي هضبة التبت، مثل محميَّة چانتانگ الطبيعيَّة، ومحميَّة آرجينشان، ولعلَّ مرد ذلك هو قلَّة قطعان البهرل المُستوطنة في المنطقة وقلَّة السُفوح الجبليَّة السحيقة التي تلجأ إليها السنوريَّات للاحتماء. ويظهر بأنَّ منطقة التبت ذاتيَّة الحُكم تأوي جُمهرةً مُعتبرة من النُمور، خُصوصًا في الغرب، على حُدود النيپال والهند.[40] قُدِّرت أعداد نُمور الثُلوج في سنجان خِلال عقد الثمانينيَّات من القرن العشرين بِحوالي 750 نمر، منها 15 فردًا تعيش في محميَّة تومور الطبيعيَّة في تيان شان.[72] تُعتبرُ المحميَّة سالِفة الذِكر إحدى أكبر محميَّات شمال غرب الصين، ويظهر أنَّ جُمهرتها من النُمور تمكنت من التعافي والتكاثر، ففي دراستين من سنتيّ 2004م و2005م، تبيَّن أنَّ الأعداد قفزت من 40 إلى 60 نمر، أو من 80 إلى 130 نمر.[73][74][75] يمتدُّ موطن نُمور الثُلوج في تيان شان حتَّى الحُدود المنغوليَّة، ويمتد جنوبًا من سنجان حتَّى حُدود طاجيكستان وأفغانستان وپاكستان. من أبرز محميَّات النُمور في قره قُرم محميَّة تاكسكورگان التي قُدِّر عدد جُمهرتها بما بين 50 و57 نمر سنة 1987م،[76] وما زال هذا العدد في تراجع نتيجة اندثار الطرائد الطبيعيَّة للنُمور.[77] أمَّا في چينگهاي، فقد قُدِّر عدد الجُمهرة خِلال عقد الثمانينيَّات بحوالي 650 نمر.[40]
- الهند: تقطنُ نُمور الثُلوج القسم الشمالي من الهند، وقد أظهر إحصاءٌ من ثمانينيَّات القرن العشرين أنَّ البلاد تأوي حوالي 500 نمرٍ ثلجيٍّ مُوزعة على مساحة 95,000 كيلومتر مُربَّع. تعيشُ أغلب نُمور الثُلوج الهنديَّة في لدَّأخ بمحميَّة هيمس الطبيعيَّة،[40] وفي ولاية هيماچل پردیش يُمكن العُثور على النُمور في منطقة نهر سپیتي شمال الولاية المذكورة، حيثُ تعيش على افتراس الماشية دون أن تتعرَّض للمُلاحقة والاضطهاد لِأسبابٍ دينيَّةٍ وثقافيَّة.[55]
- كازاخستان: تستوطنُ نُمور الثُلوج المناطق الجبليَّة في القسم الجنوبي والجنوبي الشرقي من كازاخستان، منها جُمهرة صغيرة تستوطن سلسلة جبال ادزُنگاريان الاتاو،[78] والغالبيَّة تنتشرُ في المناطق المُحاذية للحُدود مع قيرغيزستان عبر سلسلة جبال تيان شان. يظهر بأنَّ الجُمهرة الوحيدة ذات الوضع المُستقر في كازاخستان هي تلك قاطنة محميَّتيّ ألماتي ومحميَّة «آقصو ژاباگلي» الطبيعيتين.[79]

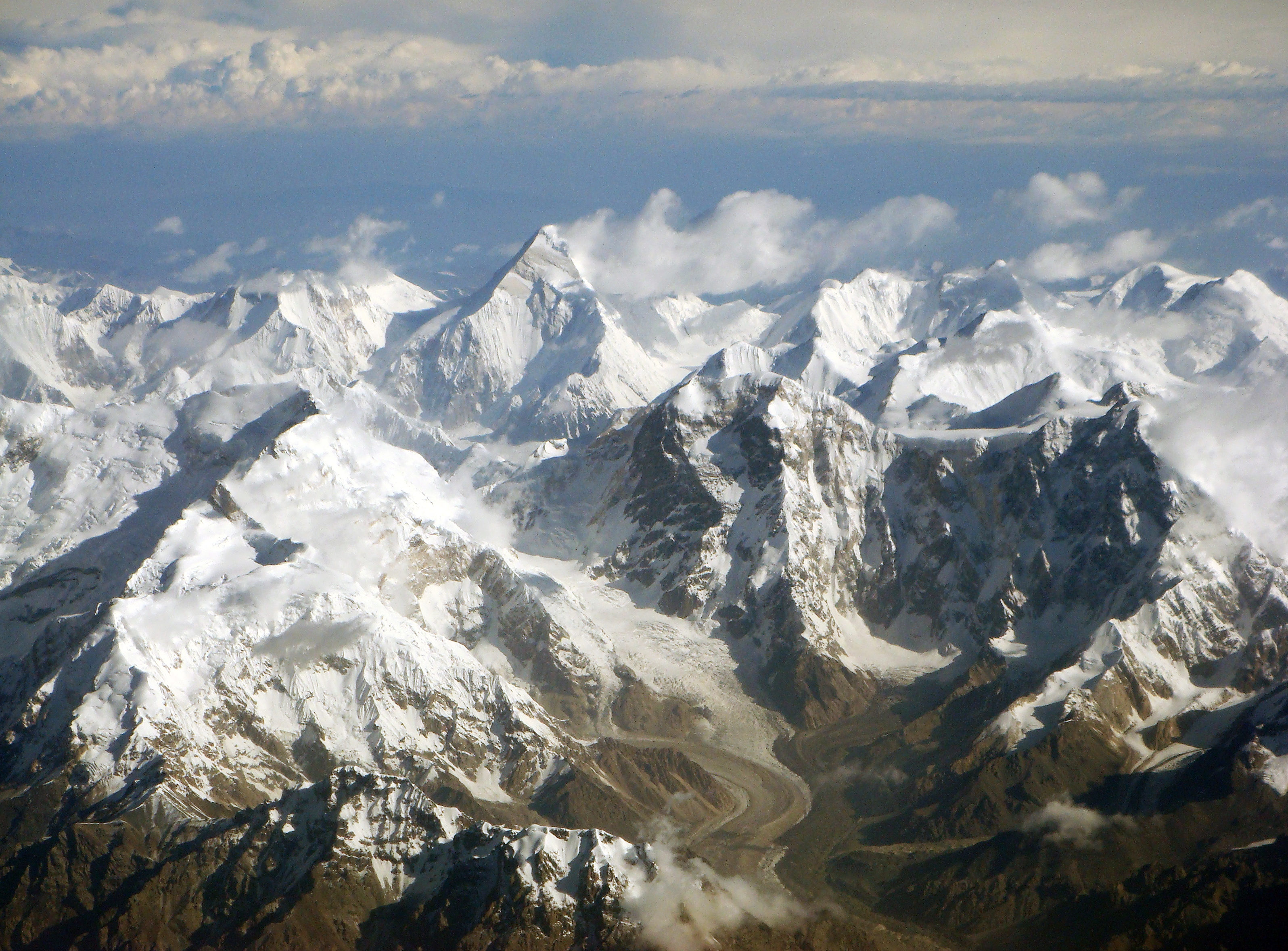
جبال تيان شان.

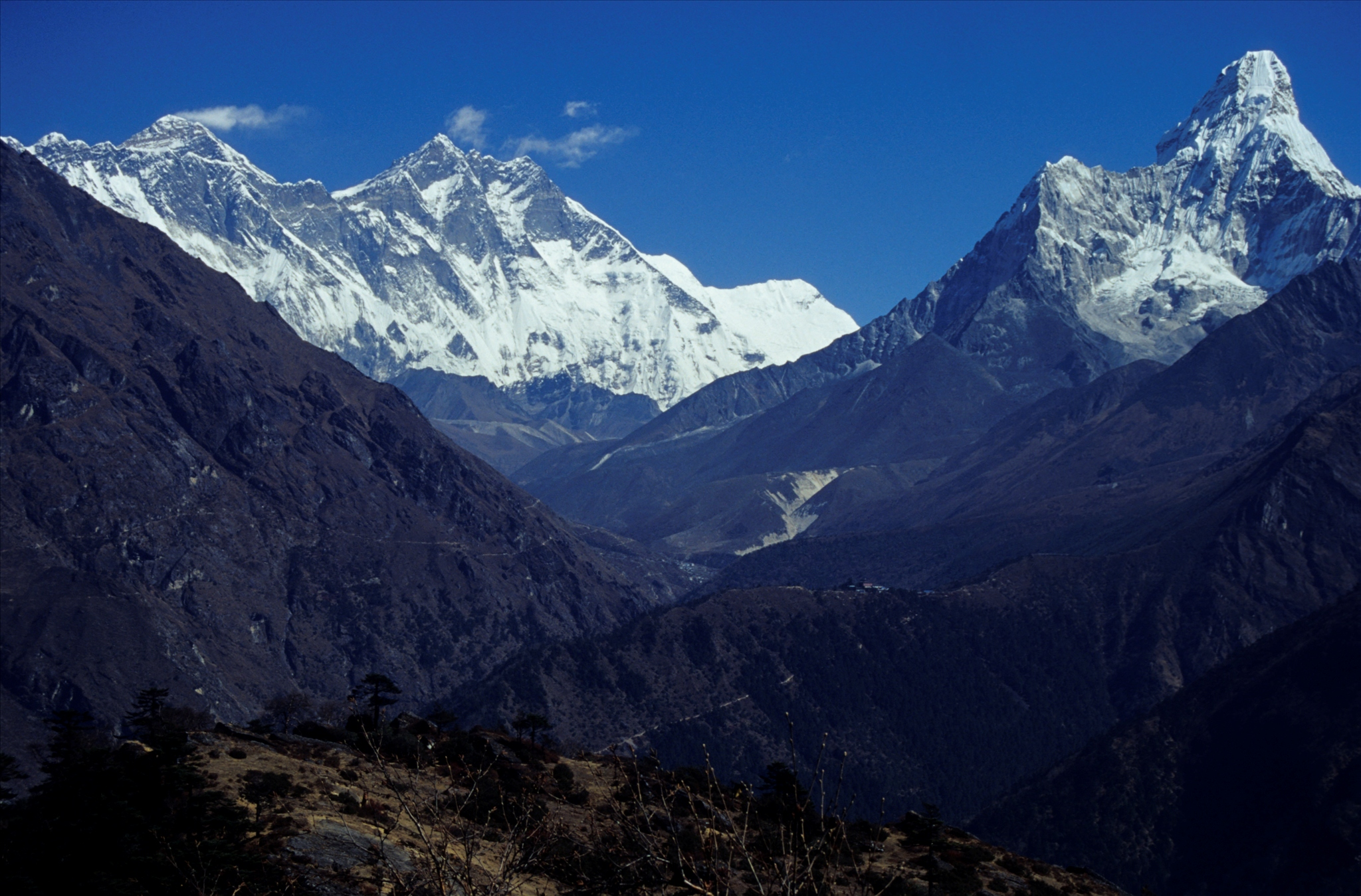
القسم النيپالي من جبل إڤرست، حيثُ عادت نُمور الثُلوج بعد فترةٍ من الاختفاء.

- قيرغيزستان: تنتشرُ نُمور الثُلوج في قيرغيزستان بسلسلتيّ جبال «تالاس أولوطاو» وتيان شان. وتصلُ مساحة الموائل الطبيعيَّة المُلائمة لاستيطانها إلى 65,800 كيلومتر مُربَّع، ويُعتقد بأنَّ الجُمهرة يبلغ تعدادها 800 نمر. من أبرز المناطق المحميَّة التي تستوطنها نُمور الثُلوج في قيرغيزستان: محميَّات إيسيك كول وساريچات إرطاش وآلا آرتچا.[78]
- منغوليا: يُمكنُ العُثور على نُمور الثُلوج في القسم الغربي من منغوليا فقط، حيثُ ما تزال شائعة الوجود. تُقدَّرُ الجُمهرة المنغوليَّة من النُمور بحوالي 1,000 نمر، ممَّا يعني أنَّ هذه البلاد تُشكِّلُ موطن ما بين 13 و22% من الجُمهرة العالميَّة. وتصلُ مساحة كامل الموائل الطبيعيَّة المُلائمة لاستيطانها لِحوالي 130,000 كيلومتر مُربَّع.[80] أبرز السلاسل الجبليَّة المنغوليَّة التي تستوطنها النُمور: ألطاي، وخانقاي، وخوسگول، وجبال ما وراء صحراء گوبي وخارخريال وطورگن أوول. كما كانت النُمور تنتشرُ سابقًا في القسم المنغولي من جبال سايان وحوض بُحيرة بايكال، لكنَّها اندثرت حاليًا، كما يُحتمل أن تكون قد اندثرت كذلك من جبال خانقاي وخوسگول أو أنَّها استحالت شديدة الندرة. أيضًا، لوحظ بأنَّها أصبحت من الحيوانات النادرة في جبال ما وراء صحراء گوبي، ويُعتقد بأنَّها مقصورة على المناطق الأكثر ارتفاعًا. يتقاطع موطن نُمور الثُلوج في منغوليا مع موطن الوُعول السيبيريَّة، التي تُشكِّلُ مصدر غذائها الأساسي. يُعتقدُ بأنَّ هذه النُمور كانت نادرة الوُجود في منغوليا وروسيا بشكلٍ طبيعيّ دون أن يكون للأنشطة البشريَّة دورٌ في تراجع أعدادها، على أنَّها تُصاد بين الحين والآخر في سبيل الحُصول على فرائها وبحال فتكت بإحدى رؤوس الماشية. من أبرز المناطق المحميَّة التي تستوطنها نُمور الثُلوج في منغوليا: محميَّة خوخ سرخ في جبال ألطاي،[81] ومنطقة گوبي المحظورة،[82] ومُنتزه گوبي گوروانسيخان القومي.[83]
- النيپال: تستوطنُ نُمور الثُلوج النيپاليَّة السلاسل الجبليَّة الشماليَّة المُحاذية للتبت، وقد أظهر إحصاءٌ تقديريّ أُجري خلال ثمانينيَّات القرن العشرين أنَّ الجمهرة في هذه البلاد كثيفة، إذ يعيشُ ما بين خمسة إلى عشرة حيوانات في كُل 100 كيلومتر مُربَّع، بمُنتزه شاي فوكسوندو القومي في القسم الشمالي الغربي من النيپال.[84] تُلاحقُ نُمور الثُلوج بلا هوادة في مُقاطعة همُلا بولاية كرنالي غربيّ البلاد نظرًا لِسطوها المُستمر على المواشي،[85] ويسري الأمر نفسه في محميَّة أنَّاپورنا، حيثُ أظهر بحثٌ أُجري سنة 1990م أنَّ أغلب المُزارعين تعاونوا على إبادة النُمور، أو أيَّدوا أيُّ خطوةٍ اتُخذت في هذا المجال.[86] أُبيدت نُمور الثُلوج في القسم النيپالي من جبل إڤرست بِحُلول ستينيَّات القرن العشرين، على أنَّهُ يبدو أنَّها أعادت استيطان مُنتزه ساگرمتها القومي الكائن في تلك المنطقة، ويظهر أنَّ السبب وراء ذلك هو تعافي جُمهرات الطُهر الهيمالايي وأيائل المسك وتكاثُرها من جديد.[87] من المناطق المحميَّة الأُخرى التي تستوطنها نُمور الثُلوج في النيپال: مُنتزه مكلو بارون القومي، ومحميَّة كانگچنجونگا، ومُنتزه لانگ تانگ القومي، ومحميَّة ماناسلو، ومحميَّة طرائد ذورپاتان.[88]
- پاكستان: تستوطنُ نُمور الثُلوج المناطق الجبليَّة الشماليَّة من پاكستان، وتحديدًا في مُقاطعات: چترال، ودير، وسوات، وكوهستان، وگلگت بلتستان، ومُظفَّر آباد. تبلغُ مساحة الموائل الطبيعيَّة المُلائمة لاستيطان نُمور الثُلوج في پاكستان حوالي 80,000 كيلومتر مُربَّع، منها قُرابة 40,000 كيلومتر مُربَّع ما تزالُ الأفضل والأصلح لاستيطان الحياة البريَّة. من المناطق المحميَّة التي يُمكنُ العُثور فيها على نُمور الثُلوج في پاكستان: مُنتزهيّ چترال گول، وخنجراب القوميين.[89] قُدِّرت أعداد الجُمهرة الپاكستانيَّة من نُمور الثُلوج سنة 1976م بما بين 100 و250 نمر،[90] وفي إحصاءٍ آخر من سنة 2003م، تبيَّن أنَّ عدد هذه السنوريَّات في جميع أنحاء البلاد يتراوح بين 320 و400 نمر، وذلك بعد الأخذ بعين الاعتبار جُمهرةً إضافيَّةً تمَّ العُثور عليها في بلتستان بلغ تعدادها، بحسب إحصاءٍ أُجري مُنذ سنة 1998م حتَّى سنة 2001م، ما بين 90 إلى 120 نمر. تُشكِّلُ المارخور والوعول السيبيريَّة مصدر الغذاء الرئيسي لِنُمور الثُلوج في هذه المنطقة، التي تبلغُ كثافة الحافريَّات فيها حوالي 0.5 في الكيلومتر المُربَّع. أعظمُ ما يُهدد نُمور الثُلوج في پاكستان هو قنصُها بهدف الاتجار بفرائها ومُلاحقتها من قِبل الفلَّاحين الذين يرونها تُمثلُ تهديدًا لِمواشيهم. غير أنَّهُ يبدو بأنَّ خطر المُزارعين ليس بالخُطورة المعهودة في البُلدان المُجاورة، نظرًا لِأنَّ المُزارعين الپاكستانيين أكثر فقرًا وأقل تجهزًا بالمعدات التي تُشكِّلُ خطرًا على حياة النُمور. بالمُقابل، يُعتقد بأنَّ سياحة صيد الطرائد الكبيرة، من شاكلة الوُعول والطُهر وغيرها، قد تُشكِّلُ خطرًا على النُمور نظرًا لأنها تنتقصُ من مخزون طرائدها شيئًا فشيئًا.[89]

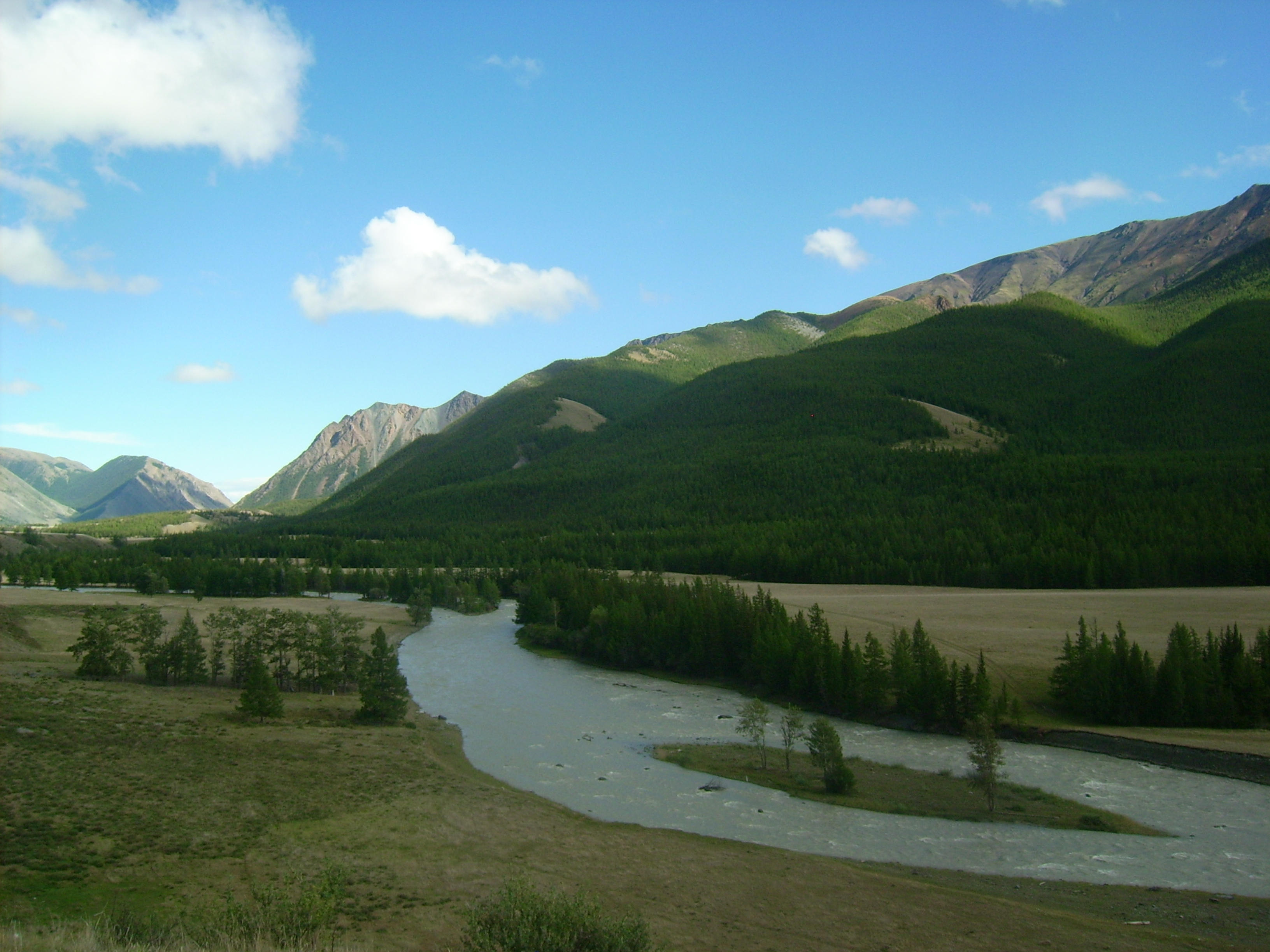
القسم الروسي من جبال ألطاي، أحد الأقسام الشماليَّة من موطن نُمور الثُلوج.

- روسيا: تُشكِّلُ روسيا الحدَّ الشمالي الأقصى لانتشار نُمور الثُلوج، حيثُ كانت سابقًا تنتشرُ من جبال ألطاي غربًا حتَّة نهر لينا في منطقة البايكال شرقًا. ويُحتمل أن يكون موطنها قد امتدَّ شمالًا أيضًا ليصل إلى منطقة بالاگانسك، وإلى الجنوب الشرقي حتَّى سد وخزَّان بارتسك.[47] اندثرت نُمورُ الثُلوج من شمال وغرب موطنها الروسي خِلال أوائل القرن العشرين، ويُعزى تراجع أعدادها من منطقة البايكال وما ورائها إلى انقراض المعز والخراف البريَّة التي تعيشُ على افتراسها، واليوم هي مقصورةٌ في انتشارها على القسم الروسي من جبال ألطاي وسايان في جمهوريَّة توڤا، ومُنتزه تونكا القومي. تُشيرُ بعض الأدلَّة غير المؤكَّدة إلى أنَّ هذه الحيوانات ما زالت تستوطن منطقة البايكال جنوب مركز چیتا، وخِلال عقد الثمانينيَّات قيل أنَّها شوهدت في منطقة كوزنتسك الاتاو وكانسكوي بيلوگور، والأخيرة هي السُفوح الشماليَّة لِجبال سايان جنوبي كانسك. المعلومات الرسميَّة حول تعداد الجُمهرة الروسيَّة من نُمور الثُلوج شبه معدومة، وتشيرُ بعض الإحصائات غير المُعتمدة إلى وُجود ما بين 150 و200 نمر في البلاد، منها ما بين 30 و40 نمر في المنطقة المُمتدَّة بين نهريّ چويا وكاتون.[91] أظهرت إحدى الدراسات المُستندة إلى معلوماتٍ تمَّ الحُصول عليها من الكاميرات الفخيَّة وتحليلات آثار القوائم، في غرب جبال سايان، وخلال الفترة المُمتدَّة من شهر كانون الثاني (يناير) إلى آذار (مارس) سنة 2008م، أنَّ ستَّة نُمور ثُلوج زارت منطقة تبلغ مساحتها 120 كيلومتر مُربَّع من محميَّة سايانو اسخوسشنسك، ويبدو أنها تستوطن السُفوح الجنوبيَّة والشرقيَّة السحيقة خلال الشتاء على ارتفاعٍ يتراوح بين 540 و1200متر. تُشكِّلُ المحميَّة سالِفة الذِكر موطن 15 نمر على أبعد تقدير، لِتكون بذلك إحدى أبرز مناطق الحفاظ على نُمور الثُلوج في جبال سايان.[91]
- طاجيكستان: لا يُعرف سوى القليل عن الجُمهرة الطاجيكيَّة من نُمور الثُلوج، وتُشيرُ بعض الإحصائيَّات إلى أنَّ أعدادها تتراوح بين 200 و300 نمر، بينما تُشيرُ أُخرى إلى ما بين 80 إلى 100 فرد. تشتملُ مناطق انتشارها على جبال پامیر في مُقاطعة بدخشان الجبليَّة ذاتيَّة الحُكم، بالإضافة إلى مناطق زرافشان، وحصار، و«ناحیه‌هاي تابع جمهوري» في شمال غرب البلاد.[78]
- أوزبكستان: تُعدُّ الجُمهرة الأوزبكيَّة من نُمور الثُلوج أكثر الجُمهرات انتشارًا نحو الغرب، وهي توجد في غربيّ تيان شان، وجبال پامیر وآلاي، ومن أبرز مناطق تواجُدها: محميَّة گيسَّار الطبيعيَّة. يُعتقد بأنَّ عدد النُمور في أوزبكستان يتراوح بين 20 و50 نمرًا ثلجيًا فقط.[92]

### الأوضاع في الأسر

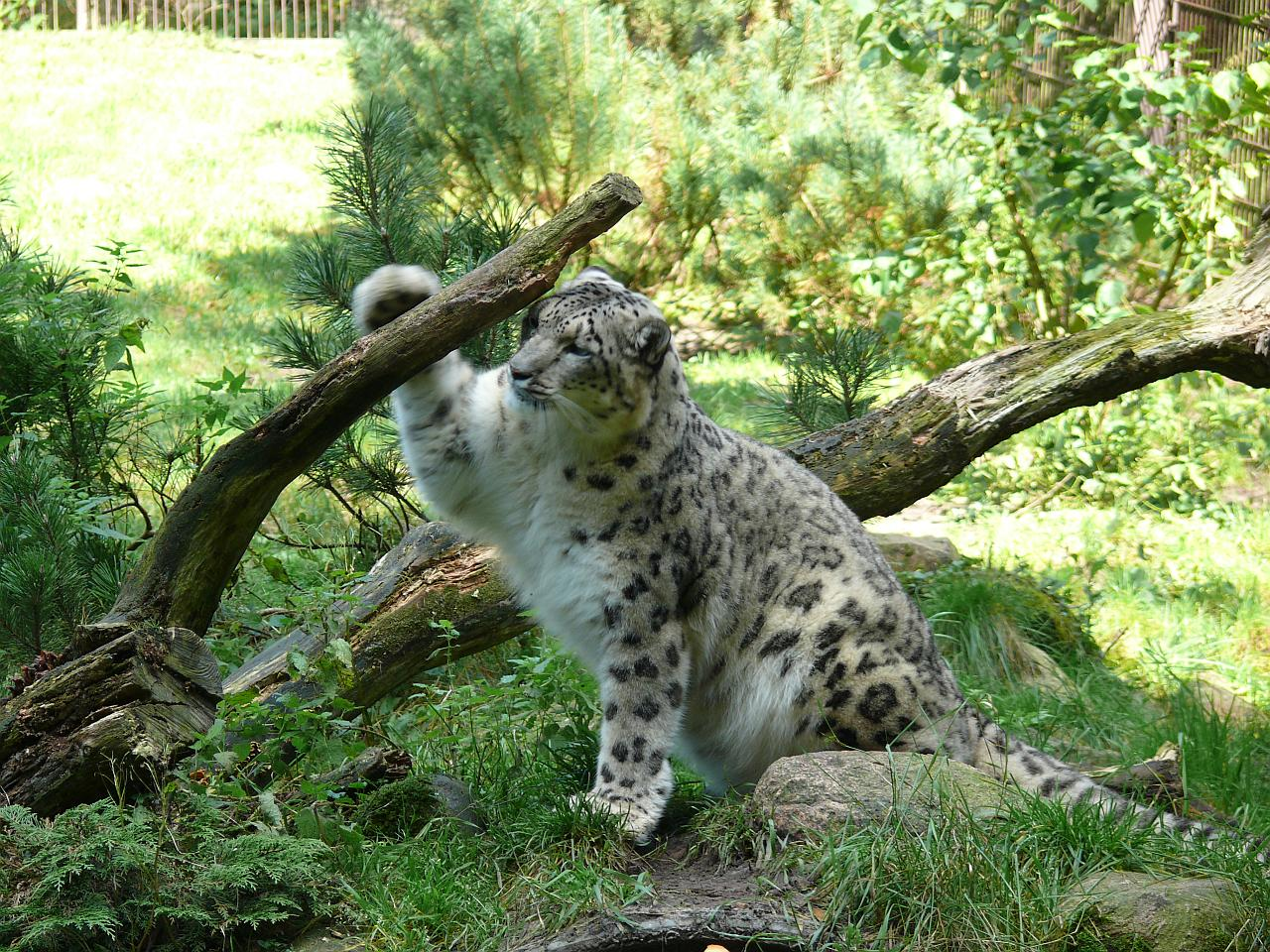
نمر ثُلوجٍ في إحدى حدائق الحيوان.

عُرفت هذه السنوريَّات في أوروپَّا لِأوَّل مرَّة أواخر القرن الثامن عشر، لكنَّها لم تُعرض على الملأ في أيِّ حديقة حيوانات أو معرض وُحوش إلَّا سنة 1872م، عندما بعث الحاكم العام الروسي لِتُركستان قسطنطين ڤون كاوفمن جروان ليُعرضا في المعارض الأوروپيَّة. عُرضت هذه الحيوانات لِأوَّل مرَّة في حديقة حيوان موسكو سنة 1901م، وحازت للحديقة على شُهرةٍ كبيرة. يعيشُ حوالي 580 نمرًا ثلجيًا في حدائق الحيوان ومؤسسات الحفاظ على الحياة البريَّة حول العالم وفقًا لِإحصاءٍ من سنة 1994م. ويُشيرُ إحصاءٌ آخر إلى أنَّ تعداد الجمهرة الأسيرة الحاليَّة يصلُ إلى 2,000 نمر، أغلبها تقطنُ حدائق الحيوان الصينيَّة. وتشيرُ ذات الإحصائيَّة إلى أنَّ نسبة نُمور الثُلوج الأسيرة التي وُلدت في البريَّة تصلُ إلى 16% من إجمالي الجُمهرة المعروضة في حدائق الحيوان، وأنَّ البقيَّة وُلدت كُلَّها بالأسر. كذلك، أُشير إلى أنَّ الجمهرة الأسيرة خارج الصين يتراوح تعدادها بين 600 و700 نمر. يُمكنُ إكثار هذه النُمور بسُهولةٍ في الأسر، ويتراوح حجم البطن الواحد الذي تضعه الأنثى الأسيرة بين ثلاثة وسبعة جراء، أي زيادةً عن مُعدّل البطن الطبيعي في البريَّة (جروان) بخمس جراء. وعلى سبيل المِثال، سُجِّل سنة 1996م ولادة 87 بطنًا تتألّف من 179 جروًا تعود إلى 105 ذُكور و126 أُنثى بالغة. أظهر إحصاءٌ أُجري سنة 2002م أنَّ عدد نُمور الثُلوج الأسيرة في روسيا يصلُ إلى 27 نمرًا مُوزعة على 8 حدائق حيوان، وأنَّ أنجحها في الإكثار كانتا حديقتا حيوان موسكو ونوڤوسيبيرسك. كذلك، كانت حديقة حيوانات نقولاييڤ في أوكرانيا تحتفظُ بِبضعة نُمور ثُلوجٍ مُنذ عقد الخمسينيَّات من القرن العشرين، لكنها وبسبب أوضاعها الماديَّة الصعبة، تنازلت عن نُمورها لِصالح حدائق أُخرى نظرًا لما تتطلَّبهُ العناية بها من مصاريف باهظة.

## العلاقة مع البشر

### الصيد

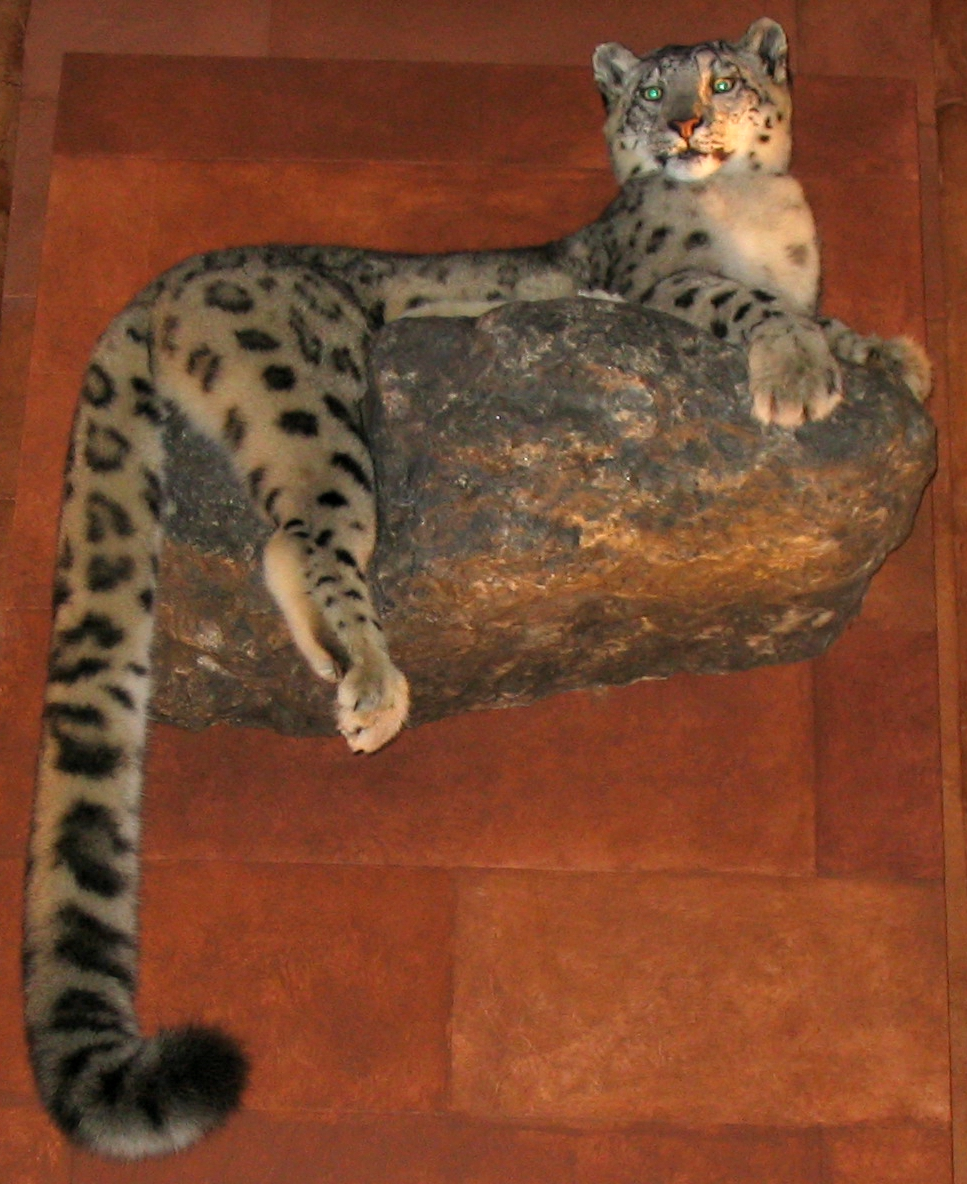
نمر ثُلوجٍ مُحنَّط في أحد المتاحف.

كانت نُمورُ الثُلوج تُصاد ترفيهيًا بوصفها طرائد ضخمة قبل حظر الاتجار فيها وبأعضائها، غير أنَّ نسبة صيدها تلك كانت ضئيلة للغاية مُقارنةً بنسبة صيد غيرها من أنواع الطرائد، إذ لم تتعدى 1000 نمر في السنة الواحدة. وخِلال الفترة المُمتدَّة بين سنتيّ 1907م و1910م، تراوح عدد جُلود نُمور الثُلوج المعروضة في الأسواق ما بين 750 و800 جلدٍ مدبوغ. وخلال عقديّ الخمسينيَّات والستينيَّات من القرن العشرين، وصل عدد الجُلود المُصدَّرة من الاتحاد السوڤييتي إلى بضع عشراتٍ فقط، ويرجعُ سبب هذا التراجع إلى انخفاض قيمة الجلد الواحد، حيثُ بلغ في ذلك الوقت 3 روبلات روسيَّة فقط. شكَّلت طاجيكستان وقيرغيزستان المقصد الأوَّل لِصيَّادي الطرائد الكبيرة الراغبين بالاحتفاظ بجيفة نمرٍ ثلجيّ أو تُجَّار الفراء، خِلال العهد السوڤييتي، وكانت أغلب الجُلود التي لا يُحتفظُ بها تُستخدم في صناعة البُسط والمعاطف الفرويَّة، وأطواق العنق النسائيَّة. أضف إلى ذلك، كان صيدُ نُمور الثُلوج مسموحًا طيلة السنة في العديد من البُلدان وبالأخص في الاتحاد السوڤييتي، نظرًا لاعتبارها حيواناتٌ مؤذية غير مرغوبٌ بها. وما زال سوق نُمور الثُلوج مُزدهرًا حتّى اليوم، ولكن بصفتها حيواناتٌ حيَّة، إذ أنَّ طلب حدائق الحيوان عليها مُرتفعٌ جدًا، بغرض تزويجها وإكثارها تمهيدًا لِإعادتها إلى البريَّة مُستقبلًا. تُشيرُ بعض الدراسات أنَّ ما بين 15و20 نمرًا ثلجيًا قُتل في روسيا خِلال سنة 1998م، وترجع قلَّة العدد هذه إلى صغر حجم الجُمهرة الروسيَّة وتشتُتها عبر منطقةٍ شاسعة قليلة السُكَّان.

### افتراس الإنسان
نُمورُ الثُلوج حيواناتٌ خجولة هيَّابة، كثيرًا ما تتفادى الإنسان، وتتجنَّب الاشتباك الجسدي معه، حتَّى أنَّ الحوادث التي أُصيب فيها بعضُ الأشخاص بجُروحٍ جرَّاء لقاء إحدى هذه النُمور تُعتبر نادرةً للغاية. وحدها النُمور الجريحة يُمكن أن تُشكِّل خطرًا على الإنسان. سُجِّل وقوع حادثتين فقط من هذا النوع في الاتحاد السوڤييتي السَّابق، الأولى وقعت يوم 12 تمّوز (يوليو) 1940م في مضيق مالوالمتينسكوم قُرب آلما أتا، حيثُ تعرَّض شخصان لِهُجومٍ عنيف أسفر عن إصابتهما بجراحٍ بالغة، وقد لوحق النمر صاحب الهُجوم وقُتل، ولمَّا جرى فحصُ الجيفة تبيَّن أنَّهُ مُصابٌ بداء الكلب. أمَّا الحالة الثانية فوقعت على مسافةٍ بعيدة من المدينة سالِفة الذِكر، حينما هجم نمرُ ثُلوجٍ طاعنٌ بالسن على شخص كان يُسافرُ على ظهر دابَّته، ولمَّا قُتل النمر وفُحصت جيفته تبيَّن أنَّه كان قد فقد كُل أسنانه، ممَّا يعني أنه كان يائسًا للحُصول على بعض الطعام، ولم يُهاجم ذلك الشخص إلَّا بدافع اليأس. عدا ذلك، لم يثبُت أنَّ نُمور الثُلوج تتعقب البشر وتنظر إليهم كطرائد طبيعيَّة.

### في الإعلام
ظهرت نُمورُ الثُلوج في إحدى حلقات مُسلسل الحياة البريَّة البريطاني حامل عنوان «كوكب الأرض» (بالإنگليزيَّة: Planet Earth)، وكانت تلك أوَّل مرَّة يُصوَّرُ فيها ڤيديو عن نُمورٍ بريَّة في موائلها الطبيعيَّة، وقد صُوِّر أحُدها وهو يصطادُ مارخورًا. كان لِهذا النجاح في تصوير النُمور أثرٌ بالغٌ على طاقم العمل، حيثُ قرر الصحافي الپاكستاني نزار مالك والمُصوِّر مارك سميث إنتاج فيلمٍ وثائقيٍّ كامل عن تلك النُمور، فأمضيا زهاء 18 شهرًا يتتبعانها ويُصوران تفاصيل حياتها في الهندوكوش، إلى أن خرجا بفيلم نمر الثُلوج - ما وراء الأُسطورة (بالإنگليزيَّة: Snow Leopard – Beyond the Myth) لِقناة بي بي سي. وفي فيلم حياة والتر ميتي السريَّة (بالإنگليزيَّة: The Secret Life of Walter Mitty)، يظهر الصحافي شون أوكونل (يقومُ بدوره المُمثل شون پن) وهو يلتقطُ صورًا لِنُمور ثُلوجٍ في أفغانستان. كذلك، جعل الكاتب البريطاني فيليپ پولمن شيطان اللورد أسرائيل نمرةً ثلجيَّةً تُدعى «استلماريا» في روايته الصادرة سنة 1995م، حاملة عنوان «His Dark Materials». وفي الفيلم المُحرَّك حاسوبيًا من سنة 2008م، حامل عنوان كونغ فو پاندا، ظهر الشرير الرئيسيّ «طاي لونگ» بهيئة نمرٍ ثلجيّ.

### في المسكوكات والطوابع البريديَّة
أصدت الحُكومة الكازاخستانيَّة سنة 2000م سلسلةٌ من العملات المعدنيَّة الفضيَّة التذكاريَّة المحدودة بلغ عددها 3000 قطعة، وقد نُقشت صُورة نمر الثُلوج على القطع من فئة 500 تينگ. وفي نفس السنة أصدرت روسيا عملة نقديَّة ذهبيَّة من فئة 50 روبل كجُزءٍ من سلسلة «إحموا عالمنا» الهادفة لِإثارة الوعي البيئي بين العامَّة، وقد نُقشت على وجهها صورة نمر الثُلوج كذلك، كما نُقشت صُورةٌ مُشابهة كذلك على خلفيَّة القطعة النقديَّة من فئة 100 روبل، ويبدو فيها نمرُ ثُلوجٍ جاثمٌ على جذع شجرة وعلى وشك أن ينقض. أيضًا، نُقشت صورٌ على عملاتٍ من فئة 25 و100 روبل فضيَّة. أخيرًا، ظهر رسمٌ لِهذه النُمور على العملة الورقيَّة الكازاخستانيَّة من فئة 10,000 تينگ عندما أصدرتها الحُكومة الكازاخستانيَّة على سبيل التجربة سنة 2003م.

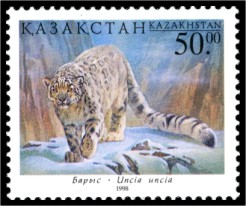
نمرُ ثُلوجٍ على طابعٍ كازاخستانيّ
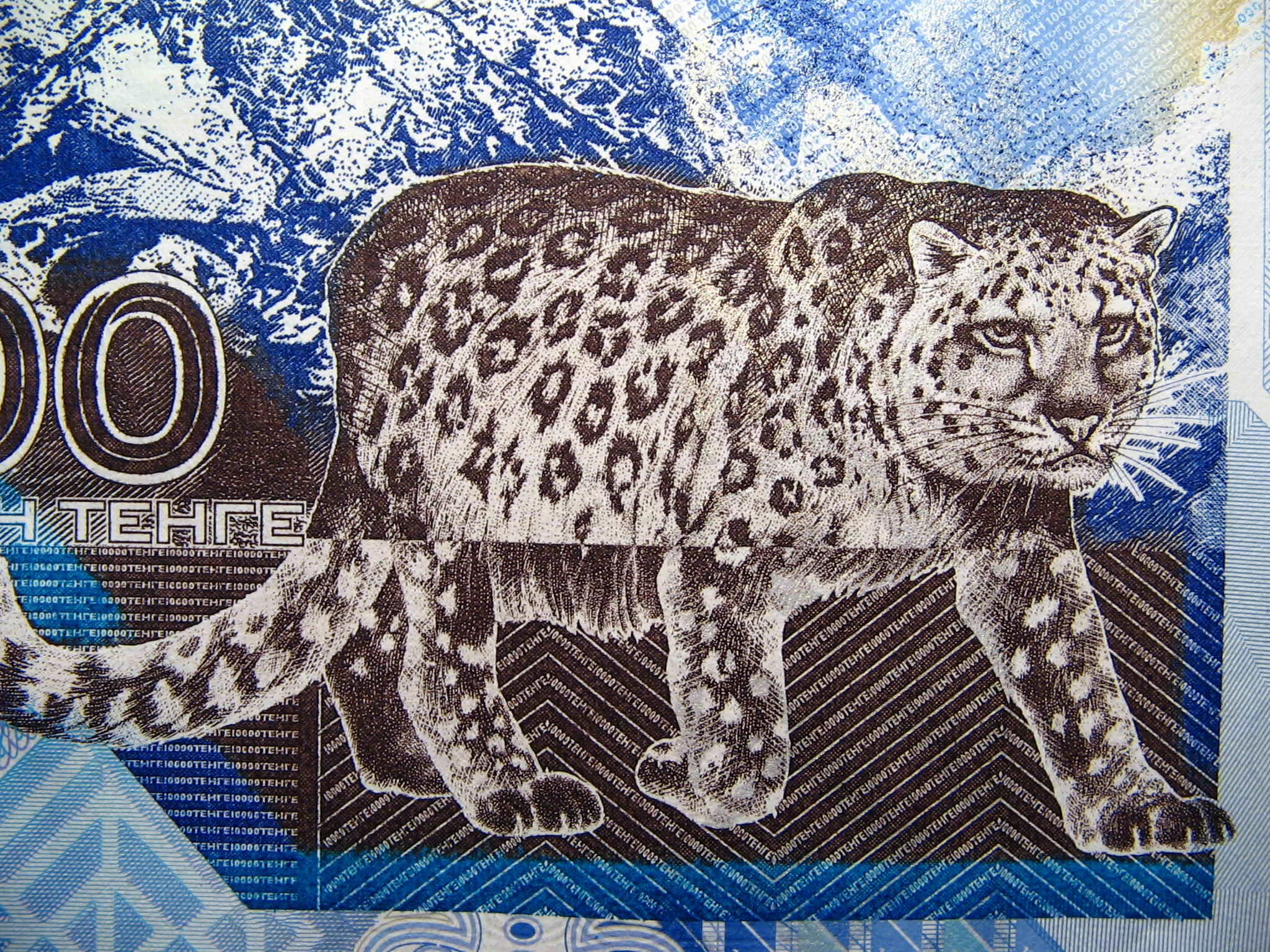
نمرُ ثُلوجٍ على ورقةٍ نقديَّة كازاخستانيَّة من فئة 10,000 تينگ
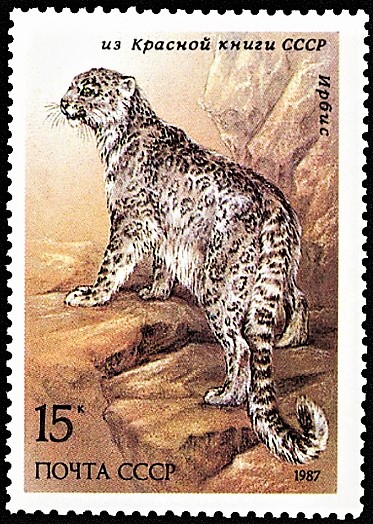
نمرُ ثُلوجٍ على طابعٍ سوڤييتيّ
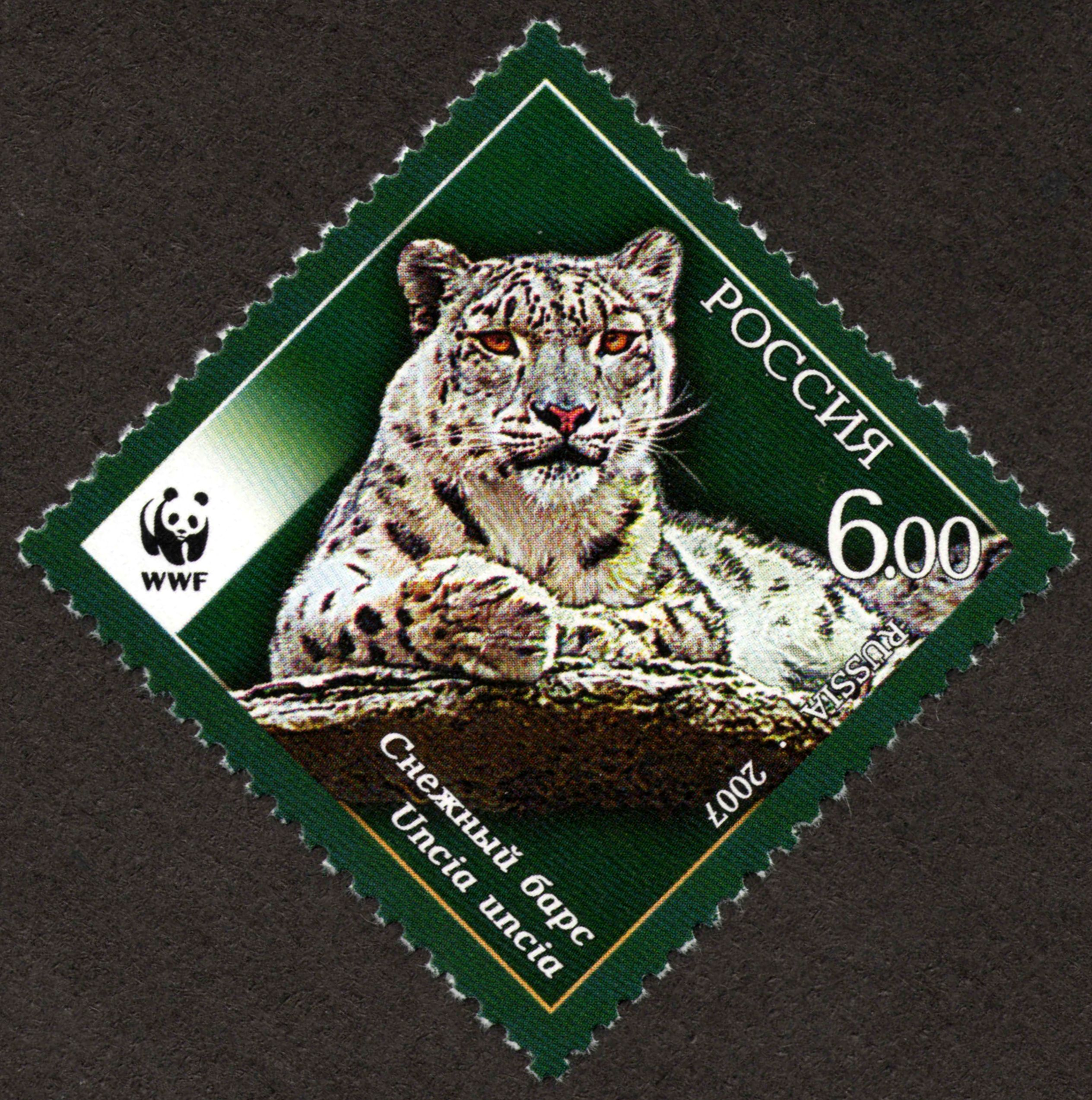
نمرُ ثُلوجٍ على طابعٍ روسيّ
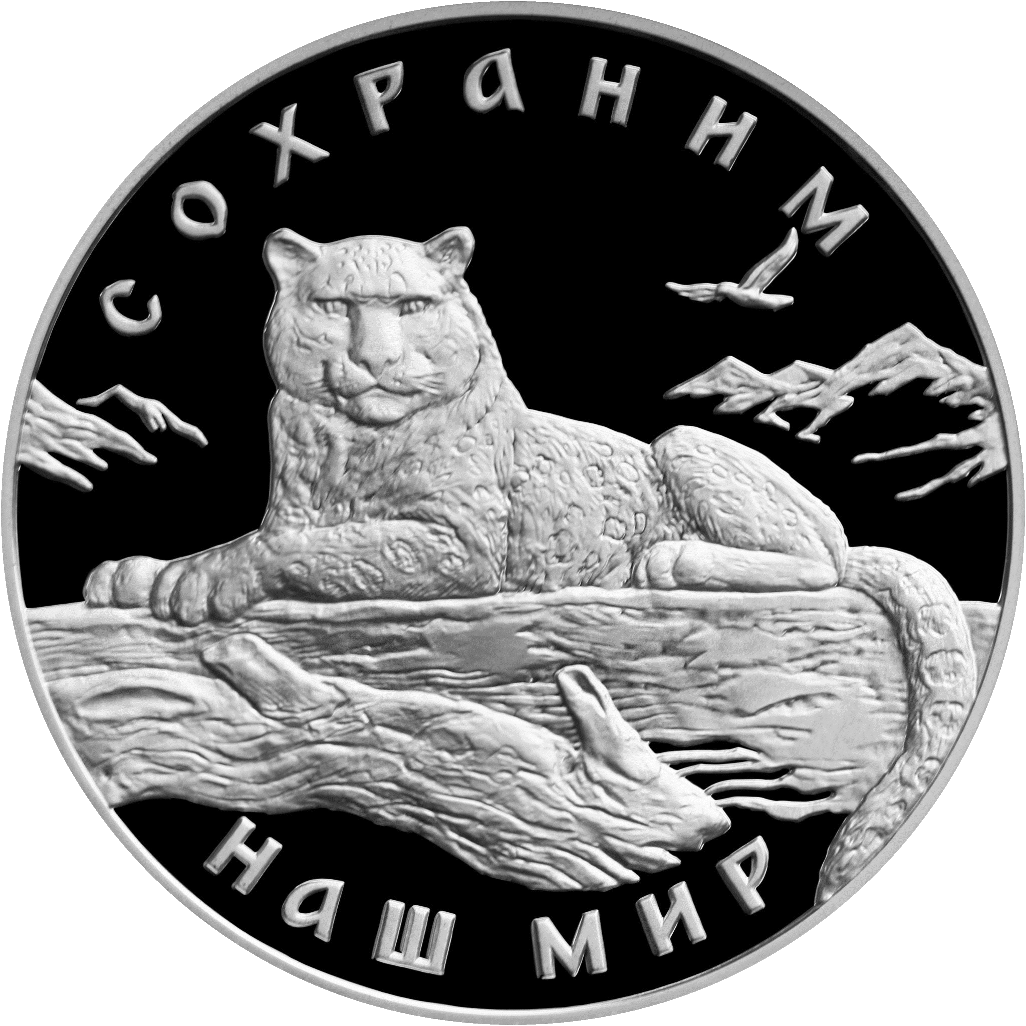
نمرُ ثُلوجٍ على قطعةٍ نقديَّة فضيَّة من فئة 3 روبلات
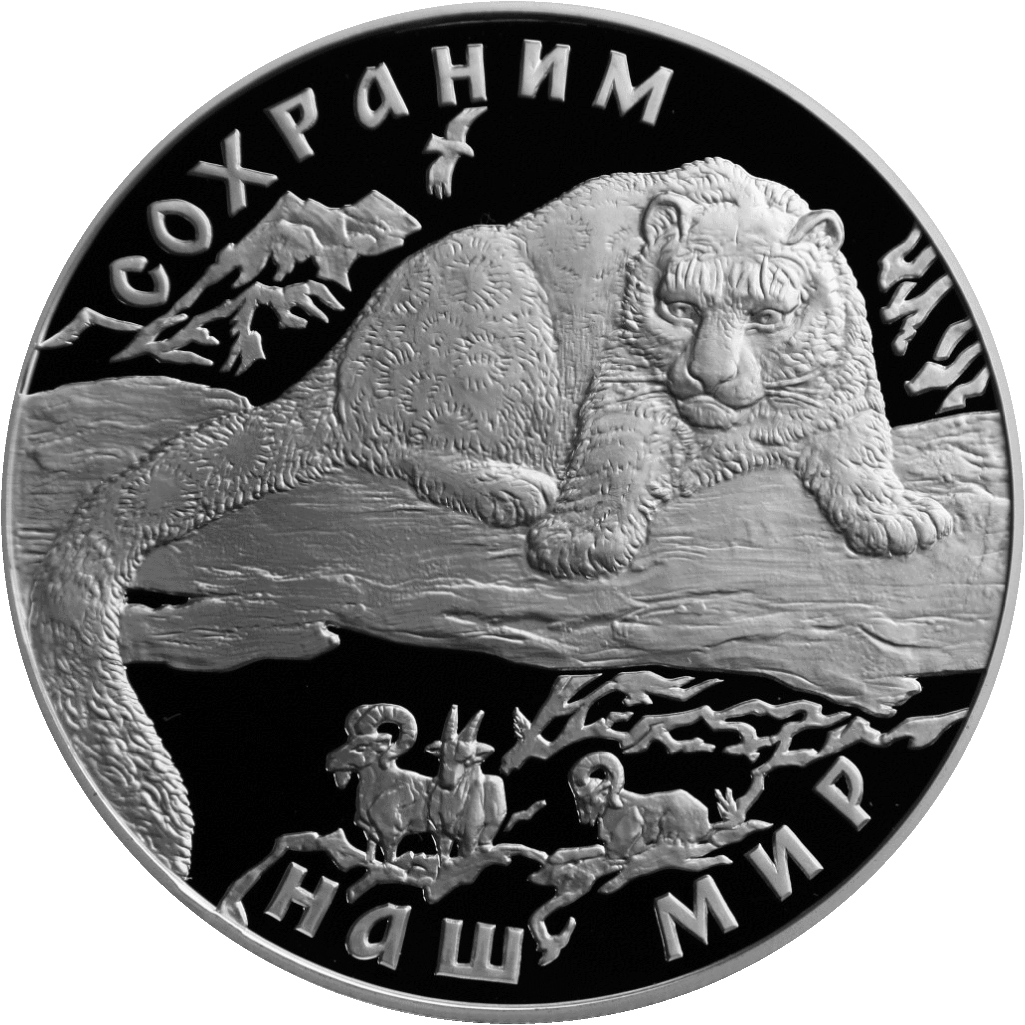
نمرُ ثُلوجٍ على قطعةٍ نقديَّة فضيَّة من فئة 25 روبل
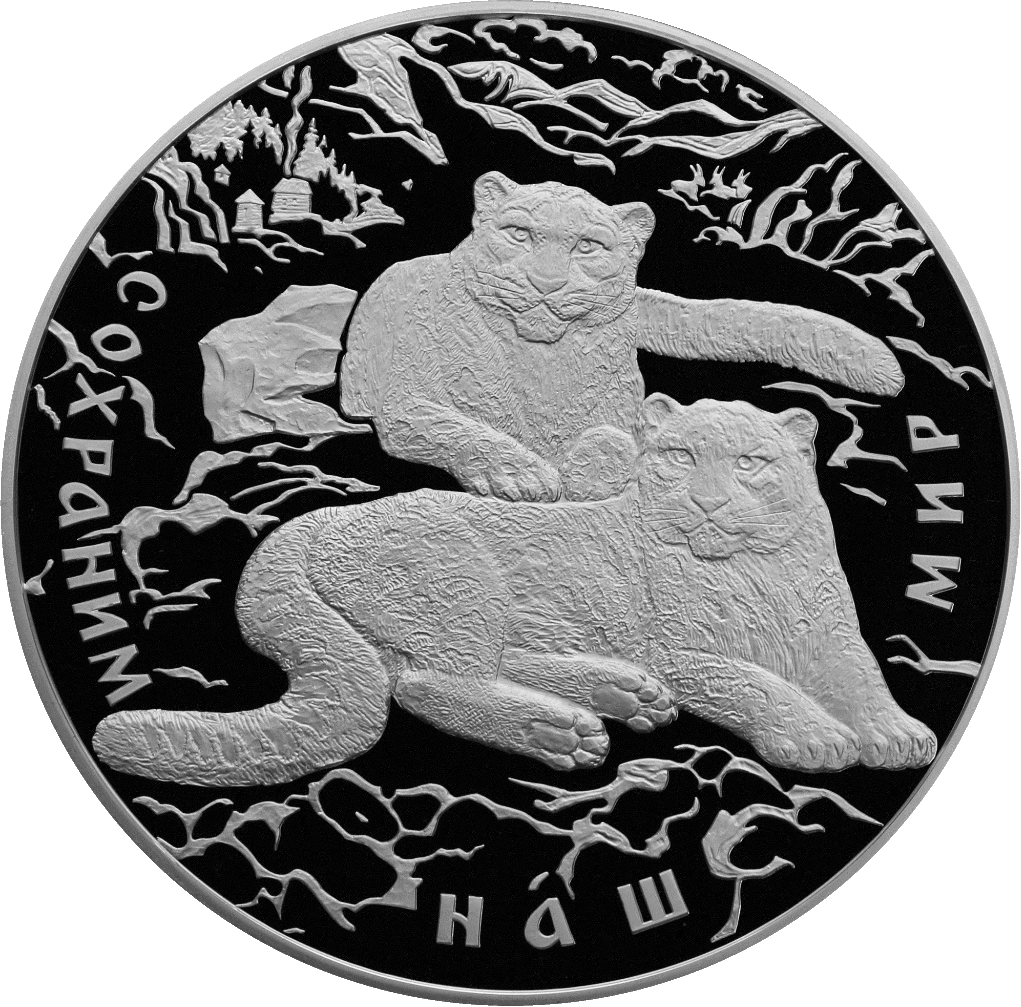
نمرُ ثُلوجٍ على قطعةٍ نقديَّة فضيَّة من فئة 100 روبل
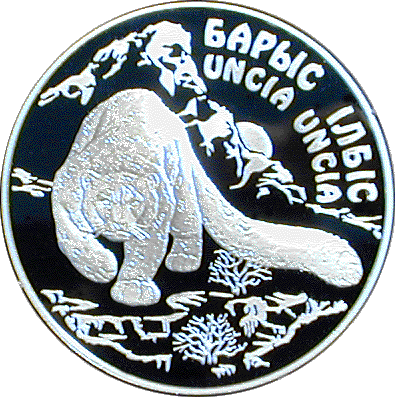
نمرُ ثُلوجٍ على قطعةٍ نقديَّة من فئة 2000 تينگ
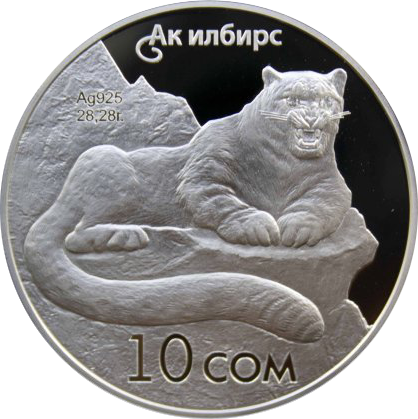
نمرُ ثُلوجٍ على قطعةٍ نقديَّة من فئة 10 سومات قيرغيزستانيَّة

### في شعارات النبالة
لِنُمور الثُلوج رمزيَّة كبيرة لدى تُرك آسيا الوُسطى، حيثُ تظهر باستمرار في شعارات النبالة والرُموز الوطنيَّة، ومنها الرمزان القومييان للتتر والكازاخ. يظهرُ نمرٌ ثلجيٌّ على درع مدينة آلما أتا، وآخرٌ مُجنَّح يُعرف محليًا باسم «آق بارس» يظهر على درع تترستان، وهو الشعار القديم للتُرك والبلقار والذي يُترجم إلى «النمر الأبيض» أو «نمر الثُلوج». وكذلك شعارٌ آخرٌ شبيه على درع أوستيا. وخِلال العهد السوڤييتي، خصصت الحُكومة الاتحاديَّة جائزةً عُرفت باسم جائزة نمر الثُلوج، لِتُمنح إلى مُتسلقي الجبال السوڤييت الذين تسلَّقوا قمم الاتحاد السوڤييتي الخمس البالغ ارتفاعها 7000 متر. كذلك، يُتخذ نمر الثُلوج رمزًا لِجمعيَّة كشَّافة الفتيات القيرغيزيَّة، ونُقشت صورته على ميداليَّة الشجاعة التي تمنحها حُكومة قيرغيزستان للجُنود البُسلاء.

«آق بارس»، درعُ تترستان.
درع آلما أتا، في كازاخستان.
شعار (الدرع القديم) لِمدينة أستانا، عاصمة كازاخستان.
شعار بيشكك، عاصمة قيرغيزستان
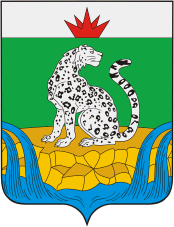
شعار مُقاطعة شوشنسكي، في كراسنويارسك
شعار خاقاسيا.
درع مدينة سمرقند، في أوزبكستان.

### في الرياضة
حملت عدَّة فرق رياضيَّة اسم «نمر الثُلوج» مُنذُ تأسيسها، ومنها: نادي «آق بارس» للهوكي من مدينة قازان في تترستان، ونادي «بارس» للهوكي من مدينة أستانا في كازاخستان، وكِلاهُما من الفرق المُشاركة في دوري الهوكي للقارات. إختير نمر الثُلوج لِيكون الشعار جالب الحظ في دورة الألعاب الشتويَّة الآسيويَّة السابعة التي جرت في أستانا وآلما أتا خِلال شهريّ كانون الثاني (يناير) وشُباط (فبراير) سنة 2011م. كذلك، اقترح بعض الأفراد العاملين في مكتب صندوق الحفاظ على الحياة البريَّة في روسيا أن يُتخذ نمر الثُلوج شعارًا جالبًا للحظ في دورة الألعاب الأولمپيَّة الشتويَّة لِسنة 2014م.

### في البرمجيَّات
أصدرت شركة أپل في 28 آب (أغسطس) 2009م إصدارها الرئيسيّ السَّابع من ماك، ألا وهو Mac OS X 10.6 الشهير باسم «Snow Leopard» أي «نمر الثُلوج»، كما ظهرت صورة لِتلك السنوريَّات على صُندوق البرنامج المُخصص للبيع.

## كتب
- Darla Hillard, "Vanishing tracks: four years among the Snow Leopards of Nepal", Arbor House Pub Co, September 1990. ISBN 978-0-688-10005-6.
- Don Hunter, ""snow+leopard"&hl=iw&sa=X&ei=UvlpUbTXAoaK0AWg5IGAAg&redir_esc=y#v=onepage&q="snow%20leopard"&f=false Snow Leopard: Stories from the Roof of the World", O'Reilly Media, Inc., 2012. ISBN 978-1-60732-193-4.
- John C. Robinson, "The Embattled Ladies of Little Rock: 1958-1963, the Struggle to Save Public Education at Central High", Lost Coast (155 Cypress St., Fort Bragg, CA 95437), 1999. ISBN 978-1-882897-29-2.
- Sy Montgomery; Nic Bishop, "Saving the Ghost of the Mountain: An Expedition Among Snow Leaopards in Mongolia", Houghton Mifflin Harcourt Trade & Reference Publishers, 2009. ISBN 978-0-618-91645-0.
- Peter Matthiessen and George Schaller, "The Snow Leopard", Penguin Classics; Revised edition (September 30, 2008). ISBN 978-0-14-310551-0.

## وصلات خارجيَّة
- معلوماتٌ عن نمر الثُلوج من المجموعة الاختصاصيَّة بالسنوريَّات في الاتحاد العالمي للحفاظ على الطبيعة.
- معرض صُور نُمور الثُلوج من موقع ناشونال جيوغرافيك.
- آركيڤ– صُورٌ وأفلام عن نُمور الثُلوج(Uncia uncia).
- الطبيعة من مصلحة البث العُموميَّة الأمريكيَّة: الزئير الصَّامت: البحث عن نُمور الثُلوج.
- شبكة نُمور الثُلوج.
- صُندوق الحِفاظ على نُمور الثُلوج.
- ملف نمر الثُلوج.
- مقاطع مُصوَّرة من شبكة BBC تُظهرُ نمرًا ثلجيًا يصطاد.
- ملف نمر الثُلوج من مؤسسة الحفاظ على الحياة البريَّة العالميَّة.
- أزمان الحياة البريَّة – افتتاحيَّة بشأن ضرورة الحفاظ على نُمور الثُلوج.
- نُمورُ الثُلوج تطوَّرت إلى جانب البُبُور، وليس النُمور.